# Provincia de Corrientes
Corrientes (en el texto de la Constitución provincial: Provincia de Corrientes, y en guaraníTaragüí Tetãmini) es una de las veintitrés provincias de la República Argentina y de los veinticuatro estados autogobernados (o jurisdicciones de primer orden) que conforman el país, así como también uno de los veinticuatro distritos electorales legislativos nacionales. Su capital y urbe más poblada es la homónima ciudad de Corrientes. 
En el aspecto histórico de la construcción del Estado Argentino, es una de las provincias más antiguas del territorio argentino y una de las catorce provincias fundadoras de la Confederación Argentina.
Está ubicada geográficamente al noreste del país, en la región del Norte Grande Argentino, limitando al oeste y norte con el río Paraná que la separa de Santa Fe, Chaco y Paraguay, al noreste con Misiones, al este con el río Uruguay que la separa de Brasil y Uruguay, y al sur con Entre Ríos. Con 88 199 km², ocupa el puesto decimosexto en extensión territorial de la Argentina.
En 2004 el idioma guaraní fue declarado como "idioma oficial alternativo", dada la dualidad idiomática que se destaca en la provincia.

## Historia

### Época prehispánica
La provincia de Corrientes estaba habitada por 2 tribus como los káingang y guaraníes. Tanto los kaingang, mientras que los guaraníes lo hacían hacia el 500 a. C., provenientes de la región amazónica, para ubicarse en los márgenes de los ríos Paraná y Uruguay. Desde allí y como producto de su organización comunal (en tekoá Guazú o grandes aldeas), comenzaron un proceso de influencia hacia las demás tribus, generando una "guarinitización".
Los originarios correntinos se establecieron a lo largo de la costa del Paraná, formando comunidades seminómadas, que perdurarían hasta bien entrada la época colonial. Mantuvieron relaciones hostiles con otros de sus habitantes, los belicosos charrúas (pámpidos),  ubicados en parte de Río Grande del Sur y la República Oriental del Uruguay.
En diciembre de 1527, Sebastián Caboto, navegante veneciano al servicio de España, descubrió el río Paraná y el 31 de marzo de 1528, el río Paraguay, siendo por lo tanto, el primer europeo que avistó la costa oeste de Corrientes.
Cuando se concedió a Pedro de Mendoza el adelantazgo en la Región del Río de la Plata, por las Capitulaciones celebradas entre él y el rey de España, Corrientes quedó dentro de los territorios que se le otorgaban.

### Época virreinal: Hispanismo y misiones jesuíticas
La ciudad de Corrientes fue fundada por el adelantado Juan Torres de Vera y Aragón con el auxilio de Alonso de Vera y Aragón, llamado el tupí, y Hernando Arias de Saavedra —Hernandarias— el 3 de abril de 1588. El adelantado necesitaba hacerlo para cumplir las capitulaciones de su cargo; como estación de paso entre Asunción del Paraguay y Buenos Aires, el crecimiento de la región se vio favorecido. Torres de Vera y Aragón no permaneció en la nueva fundación, ya que siguió viaje a España para lograr la ratificación de su cargo. Común pero errónea es la afirmación de que su fundador bautizó a la ciudad como San Juan de Vera de las Siete Corrientes; el acta de la fundación registra simplemente el de Ciudad de Vera, ampliado con el tiempo para honrar al patrono del fundador y luego apocopado en su forma actual.
Los pobladores iniciales fueron 62 criollos y españoles procedentes de Asunción, a los que se sumaron otros 86 llegados de la ciudad de Concepción de Buena Esperanza. El mismo movimiento dio origen ese año a Santa Ana de los Huácaras, Itatí y Santa Lucía, que fueron organizados como pueblos de indios cuyos pobladores se tomaron en su gran mayoría de la población amerindia local.
Numerosas misiones jesuíticas se instalaron en el actual noreste de la provincia (entonces parte de Misiones), donde desarrollaron una intensa y peculiar labor evangelizadora. Esto fue el verdadero catalizador de la sociedad guaraní en la región, ya que la alianza de sus dirigentes políticos (los mburuvicha guazú) con la Compañía de Jesús les granjeó la protección temporal de la Corona de España frente a las presiones de los hacendados virreinales, interesados en someterlos a un régimen de encomiendas, y los saqueos de los bandeirantes brasileños. No todas las tribus guaraníes se acogieron a este sistema, sin embargo; mientras un gran número de guaraníes se asentó en las misiones, otros permanecieron hostiles y se retrajeron a las áreas más aisladas y remotas de la región. La población guaranítica dio lugar a buena parte del tejido social que fue la base para la organización de la provincia actual, pese a que la expulsión de los jesuitas provocó el despoblamiento y la pérdida del territorio de las Misiones Orientales, que caería finalmente en manos de los luso-brasileños tornándose más adelante en Río Grande del Sur.
Cuando, por Cédula Real del 16 de diciembre de 1617, la gobernación inicialmente asignada a Pedro de Mendoza fue dividida en dos, la ciudad de San Juan de Vera de las Siete Corrientes, quedó, junto con otras, en la jurisdicción de la Gobernación del Río de la Plata.

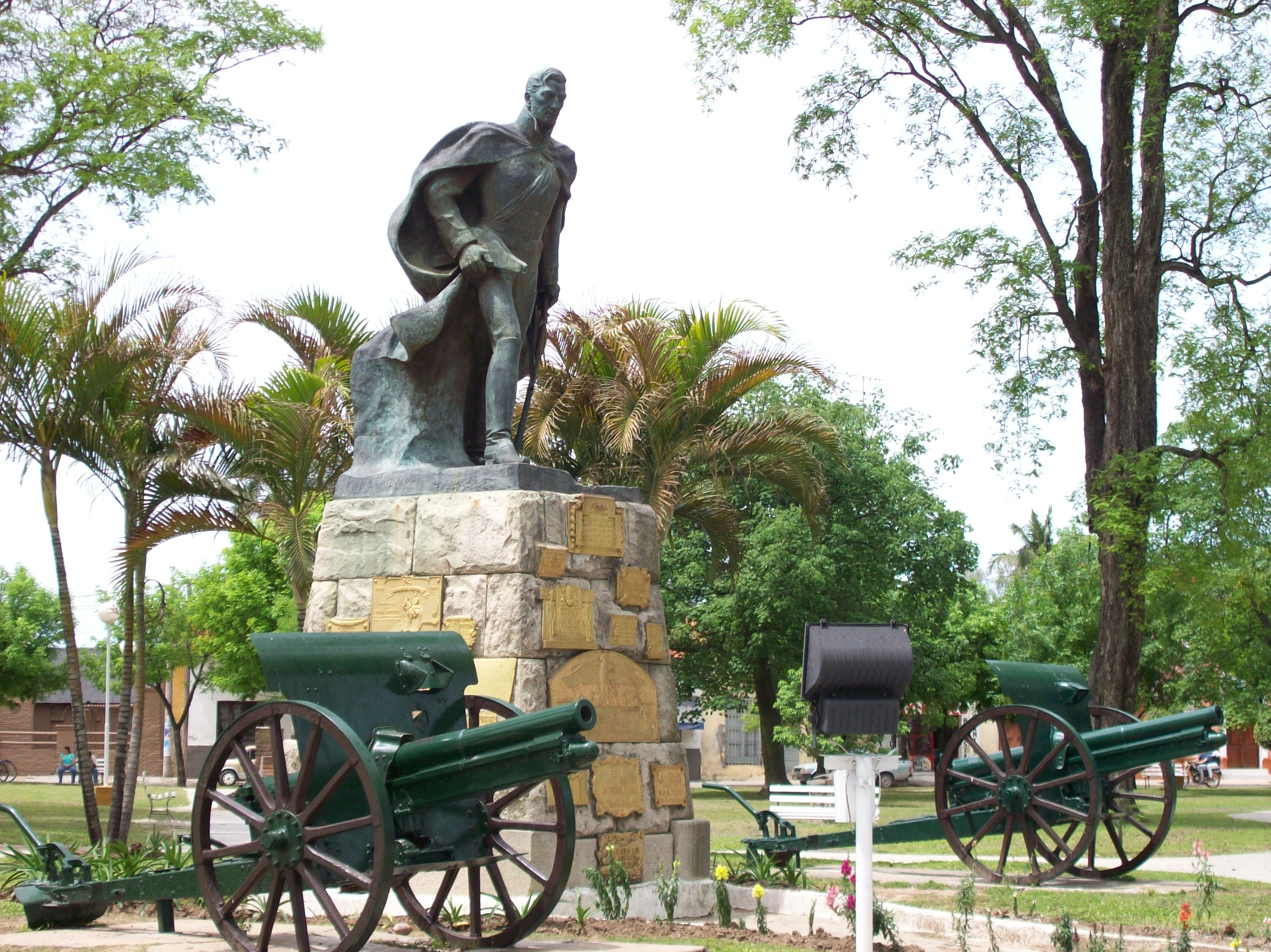
Plaza San Martín, en Goya.

En el siglo XVIII, los conflictos entre los naturales de Corrientes y la gobernación de Buenos Aires, de la que dependían, fueron intensos; se debieron principalmente a la negativa a prestar servicio militar contra los habitantes de otras zonas o los nativos. En 1732 una sublevación comunera se alzó contra el gobernador Bruno Mauricio de Zabala, tomando el bando de los comuneros de Asunción; fue duramente reprimida por tropas enviadas desde la capital. 30 años más tarde, el gobernador Pedro de Ceballos se encontraría con una situación similar, provocada por la orden de reclutar milicias para abrir un Camino Real hacia el Tucumán.
Las represalias del gobierno central incluyeron el traslado al río Uruguay del transporte comercial que se desarrollaba en el Paraná, lo que fue un duro golpe a la economía local, basada en la construcción naval —proveyendo de carpintería naval a todo el virreinato— y los tejidos destinados al autoabastecimento y la provisión de los mercados vecinos.
La Real Ordenanza de Intendentes del 28 de enero de 1782, que modificó la organización administrativa del Virreinato del Río de la Plata creando las Gobernaciones Intendencias, hizo que Corrientes quedara asignada a la Intendencia de Buenos Aires.
Se organizó un cuerpo propio de milicias, los Cazadores Correntinos, que durante las invasiones inglesas de comienzos de 1806 y 1807, colaboraron en la defensa de Buenos Aires bajo el mando de Juan José Fernández Blanco, adjuntos al Tercio de Vizcaínos. El cuerpo fue suprimido tras la asonada del 1 de enero de 1809 encabezada por Martín de Álzaga.

### La guerra de la independencia
La ciudad de Corrientes, dotada ya de clara identidad para la época de la Independencia Argentina, ya como provincia se alió con los criollos y españoles de Buenos Aires, pasando a formar parte de la alianza de provincias que formarían posteriormente la República Argentina. En 1810 la Junta de Buenos Aires nombró al primer gobernador Elías Galván, al que siguieron  
Alcalde de Primer Voto Joaquín Legal y Córdoba, luego
	Capitán Carlos Casal y después el peruano
	Coronel Toribio de Luzuriaga.
En 1811 el pueblo correntino se adhirió decididamente a la Revolución de Mayo. Así se mostró interés en los sucesos de mayo de 1810, enviando a José Simón García de Cossio como primer diputado en la Primera Junta de Buenos Aires. Casi al mismo tiempo fueron recibidas las escasas tropas libertadoras al mando del general Manuel Belgrano, pasando a revistar voluntariamente en ellas muchos jóvenes correntinos.

### Autonomía provincial

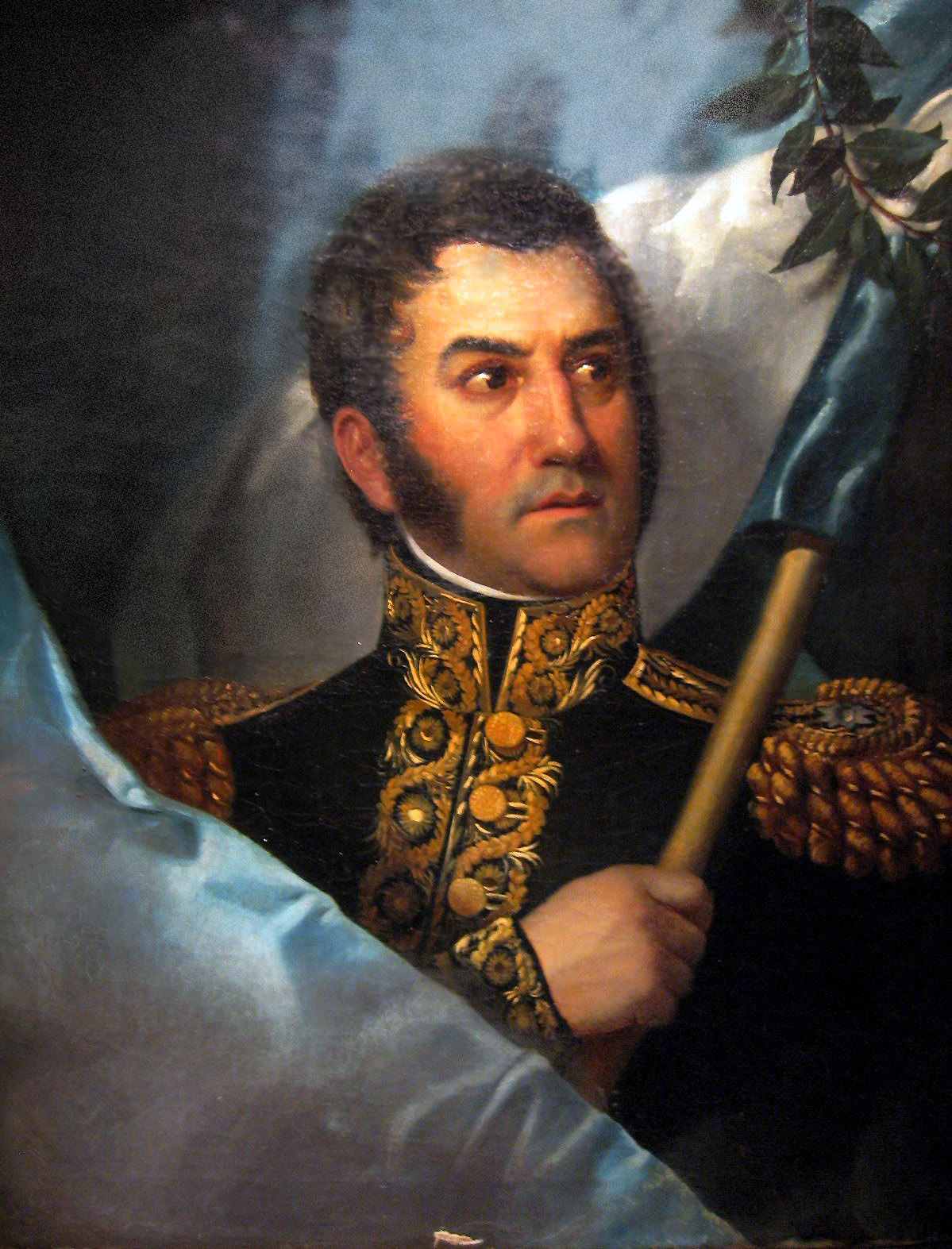
Retrato de José de San Martín, el padre de la patria argentina.

Un Cabildo abierto reunido en Corrientes el 11 de marzo de 1814 eligió a Juan Bautista Méndez como gobernador de la provincia. El 20 de abril de ese año, el Cabildo declaró la independencia de la provincia bajo el sistema federativo reconociendo al general José Gervasio Artigas como Protector de los Pueblos Libres.
Establecida ya como una provincia autónoma de hecho, el director Supremo del Estado Gervasio Antonio de Posadas, por Decreto del 10 de septiembre de 1814, dispuso formar las provincias de Entre Ríos y de Corrientes (esta también con los pueblos de Misiones incluyendo teóricamente parte del actual Brasil) separándolas de la Gobernación Intendencia de Buenos Aires y fijando sus respectivas jurisdicciones.
El general José de San Martín, nació en el pueblo de Yapeyú ubicado en la actual provincia de Corrientes, pero al momento de su nacimiento formaba parte del territorio de la gobernación de las misiones guaraníes, donde se conservan las ruinas de su casa natal y un museo en su memoria. También el sargento Juan Bautista Cabral, de quien la historia afirma que en la batalla de San Lorenzo dio su vida por el general San Martín, era correntino; Cabral nació en un pueblo llamado Saladas, ubicado a 100 km al sudeste de la capital.
Corrientes tomó partido por el bando artiguista en las luchas intestinas que siguieron y formó parte de la Liga de los Pueblos Libres encabezada por este; representantes correntinos participaron del Congreso de Oriente de 1815, en que las provincias de la Banda Oriental, Córdoba, Corrientes, Entre Ríos, Misiones y Santa Fe se declararon independientes de España y de toda otra potencia extranjera.
Entre 1818 y 1819, el gobierno de la provincia estuvo a cargo de Andrés Guazurarí, lugarteniente de Artigas; rechazado de plano por el patriciado local por su origen guaraní, Guazurary fue sin embargo un gobernador prudente e ilustrado. A la derrota de Artigas, el gobierno provincial quedó en manos del Supremo Entrerriano, Francisco Ramírez, que poco después proclamaría la República de Entre Ríos, que comprendía también el territorio correntino. Evaristo Carriego sería el comandante militar del Departamento de Corrientes durante la efímera República, período en el cual se fundaron no menos de 12 escuelas y se realizó el primer censo de la época postcolonial. Caído en julio de 1821 Ramírez por sus desavenencias con el santafesino Estanislao López, que se alió con el directorio porteño contra este, una sublevación depuso a Carriego.
En Cabildo abierto se nombró gobernador a Ramón de Atienza, quien convocó a un nuevo Congreso provincial. Este dictó el 11 de diciembre de 1821 el Reglamento Provisorio, primera Constitución correntina. El Congreso provincial nombró gobernador a Juan José Fernández Blanco a fines de ese año.

### Guerras civiles y formación del Estado argentino

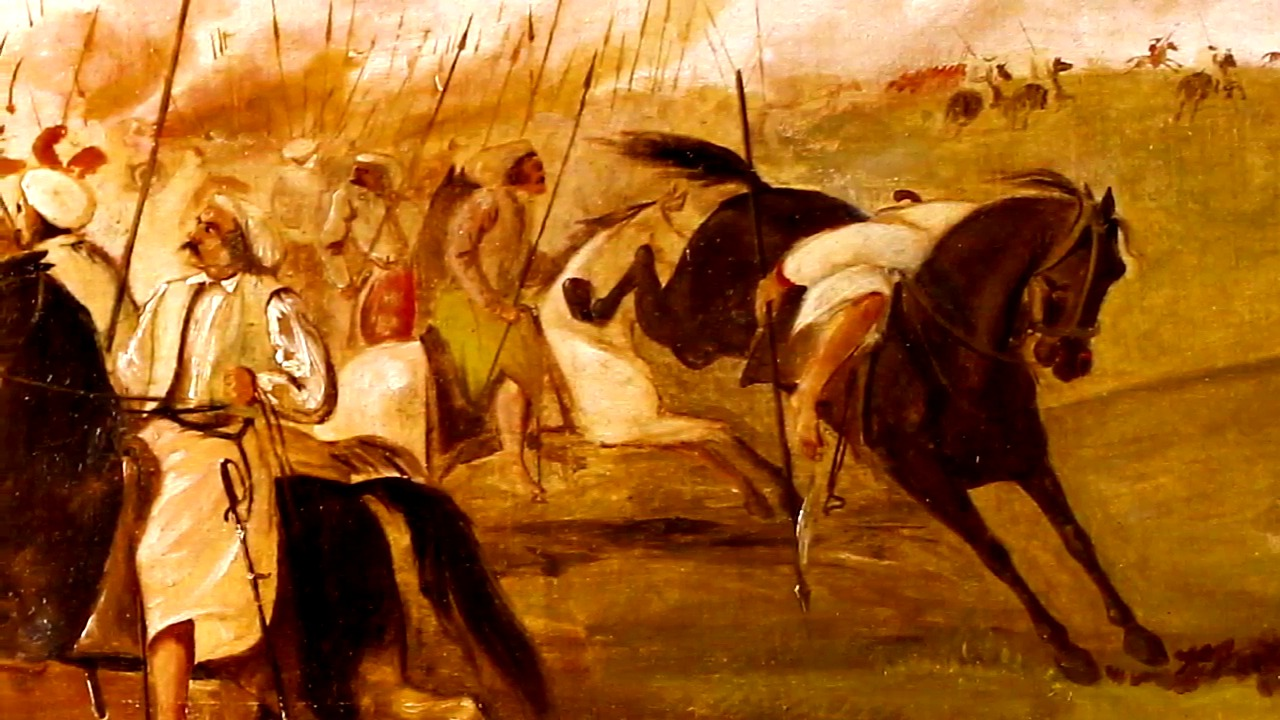
Batalla de Pago Largo, carga de caballería Correntina, 1857 (detalle). Óleo de Juan Manuel Blanes.

Tras Fernández Blanco ocuparía el sillón del gobierno provincial una de sus figuras más decisivas, el brigadier general Pedro Ferré. Ferré aseguraría la región oriental de la provincia, en anarquía por el conflicto con los brasileños, que había llegado a las armas, con lo que dio forma definitiva al territorio provincial; firmaría también la paz con los caciques chaqueños, dando fin al sistema de reducciones y fomentaría la economía de la región. Su relación con Buenos Aires, gobernada ya por Juan Manuel de Rosas, sería conflictiva; el centralismo porteño, no menor en la etapa federal que durante el precedente Directorio, llevaría que en 1839 el gobernador Genaro Berón de Astrada se aliase al oriental Fructuoso Rivera contra Rosas. La derrota en batalla de Pago Largo pondría fin a ese intento, pero daría pie a un continuado conflicto con Buenos Aires, que se prolongaría en la campaña de José María Paz y luego en la adscripción del gobernador Benjamín Virasoro, yerno de Ferré, al pronunciamiento de Justo José de Urquiza. Los correntinos se batieron contra Rosas en Caseros y serían una facción de peso en la Confederación Argentina.
Durante la guerra de la Triple Alianza, parte del territorio fue invadido por tropas paraguayas. La capital permaneció ocupada durante unos 5 meses. En su retirada, el Mariscal López ordenó que se lleve miles de cabezas de ganado. Un símbolo provincial son "Las Cautivas", esposas de ministros y funcionarios provinciales tomadas como rehenes. Un monumento las recuerda hoy al pie del que homenajea a Bartolomé Mitre, considerado como el libertador provincial. Al concluir la guerra tras la invasión de los paraguayos, sin embargo Argentina (y con ella Corrientes) debió ceder a Paraguay el territorio disputado de la Disputa de Curupayty y Lomas de Pedro González. 

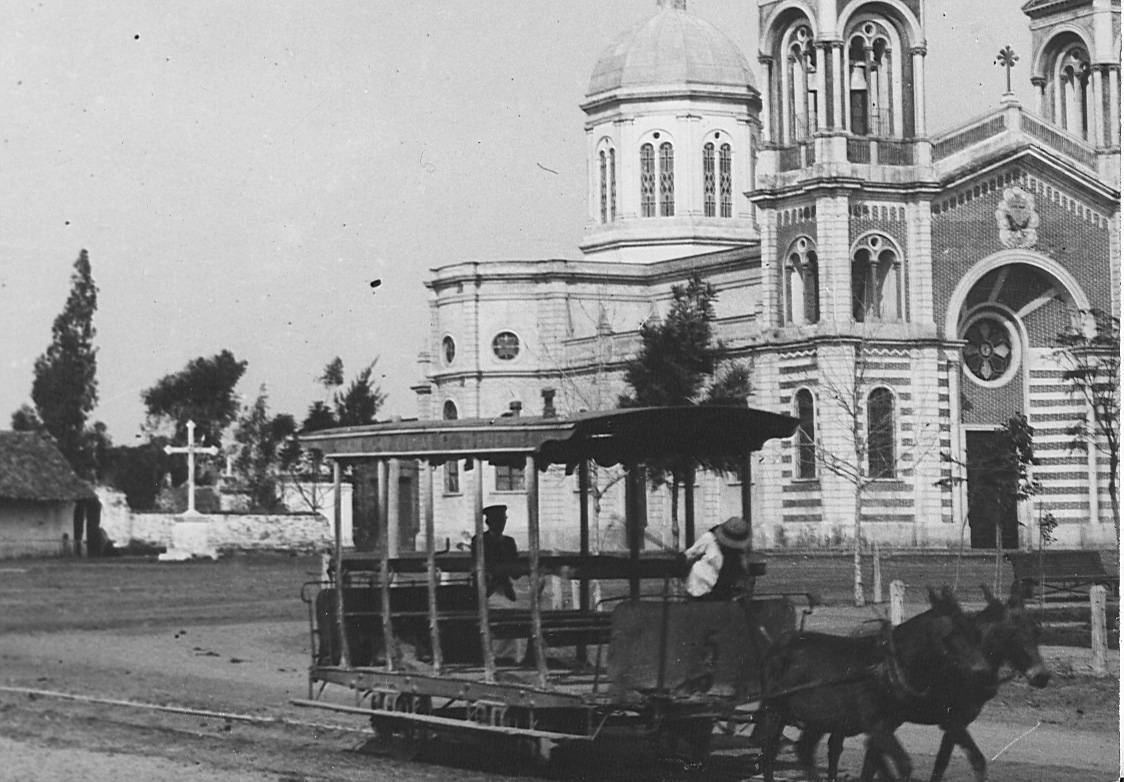
Tranvía a caballos en Corrientes.

Por el Convenio Interprovincial firmado en Buenos Aires, el 18 de julio de 1978, las provincias del Chaco y de Corrientes solucionaron el diferendo por la posesión de islas en el río Paraná, definiendo completamente sus fronteras.

## Símbolos y emblemas provinciales

### Bandera

Bandera de Corrientes.

La bandera de la provincia de Corrientes fue oficializada el 24 de diciembre de 1986 por Decreto del Poder Ejecutivo Provincial.
En ella se encuentran presentes tanto el escudo como el lema de la provincia.

## Geografía

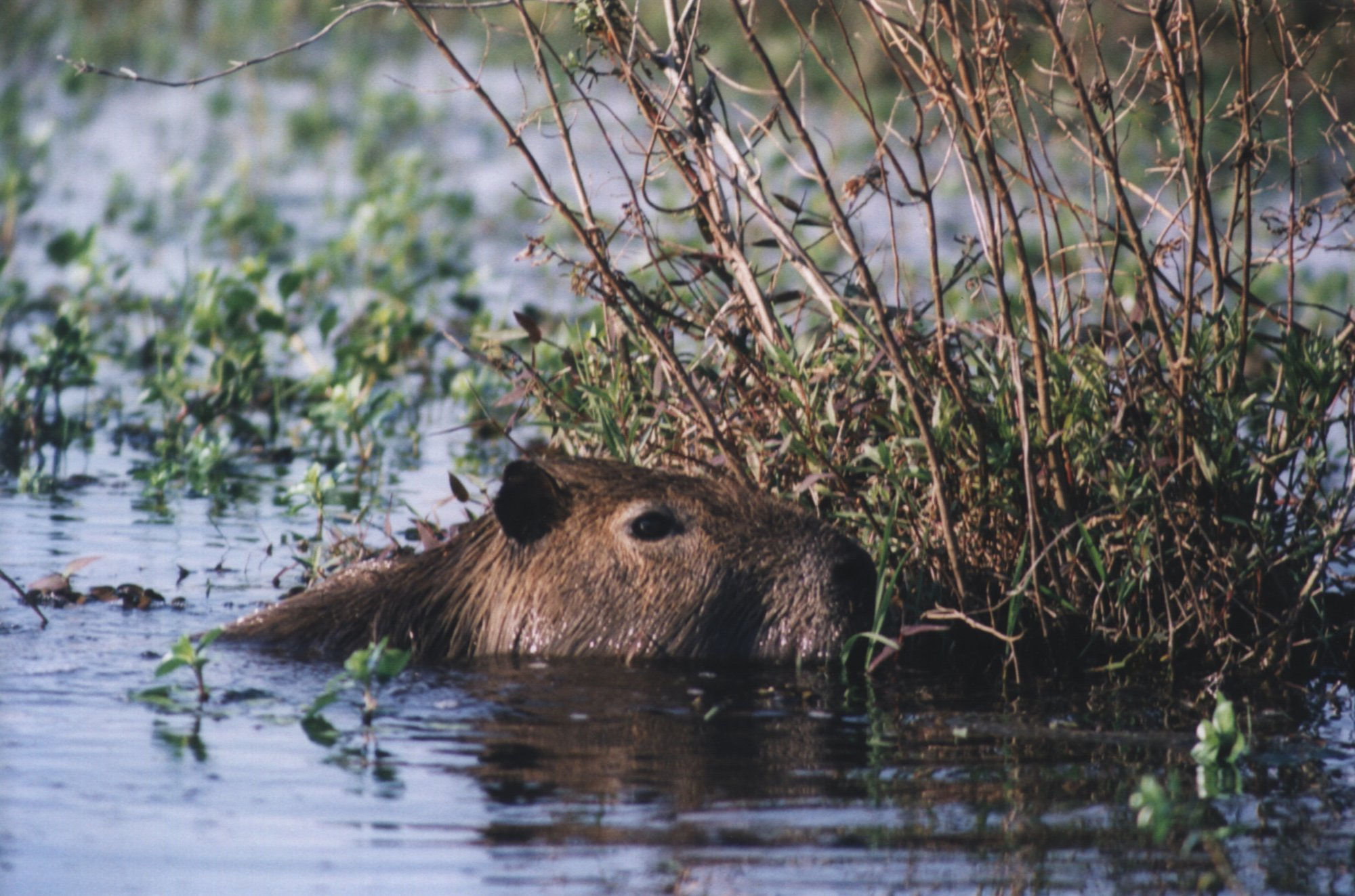
Carpincho, animal característico de la provincia.

Limita al norte y al oeste con el río Paraná, que la separa del Paraguay y las Provincias de Chaco y Santa Fe; al este está delimitada por el río Uruguay, que la separa de Brasil y Uruguay, donde se forma una triple frontera entre las ciudades de Monte Caseros (Argentina), Bella Unión, (ciudad del departamento de Artigas, Uruguay) y Barra do Quarai (Río Grande del Sur); los ríos Guayquiraró y Mocoretá y los arroyos Basualdo y Tunas marcan su frontera sur con la provincia de Entre Ríos. Al nordeste los arroyos Itaembé y Chimiray junto con un tramo de "límite seco" de 30 km, la separan de la Provincia de Misiones.

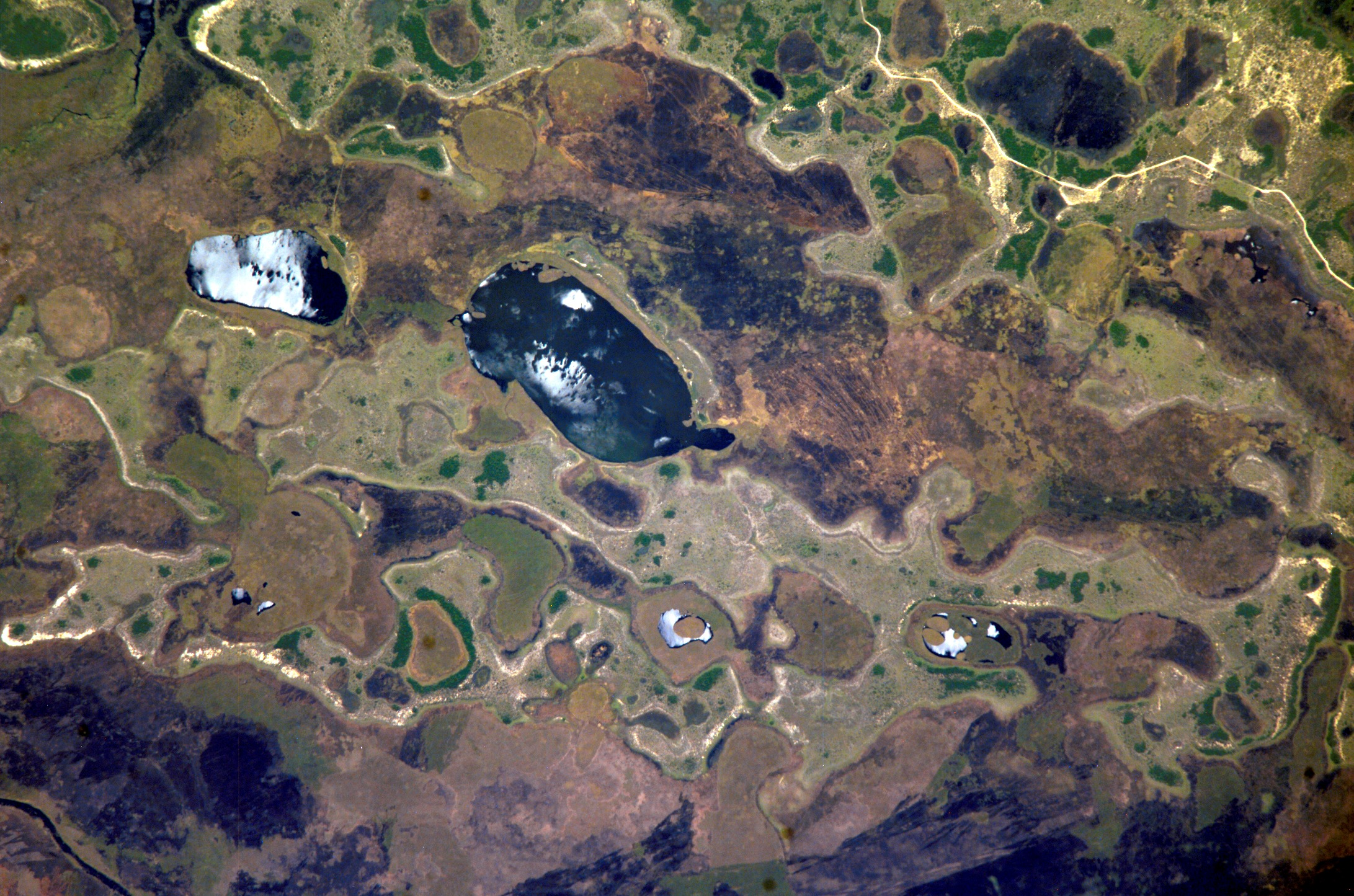
Vista satelital de los esteros del Iberá, en Corrientes, una gigantesca red de riachos, arroyos, pantanos, lagunas y bañados, que abarcan entre 15.000 y 25.000 km², lo que lo convierte en el segundo humedal más grande del mundo.

La provincia de Corrientes forma parte de la Mesopotamia argentina y en forma más amplia de la región denominada Litoral. Es una provincia llana, con la excepción del paraje conocido como Tres Cerros (cerca de la localidad de La Cruz), al este de la provincia, donde se hallan algunas pequeñas elevaciones de la que se destaca el cerro Nazareno, con 179 m s. n. m. Sin embargo, su punto más alto se encuentra al nordeste (27°47′16.3999″S 55°49′52.2083″O / -27.787888861, -55.831168972), en la frontera con la provincia de Misiones y próximo a la localidad de San Carlos, con una altitud de 229 m s. n. m. Hacia el oeste hay una serie de escalones cuyas alturas disminuyen hasta llegar al río Paraná, hacia el sur, confinando con Entre Ríos se ubica una meseta baja: la del Payubré, cubierta por densos bosques hasta fines del siglo XX.
El territorio correntino se caracteriza por una asimetría marcada entre el sector oriental y el occidental; el dominio de esteros y lagunas se destaca por no integrar un sistema hidrográfico organizado.
El área de los esteros y lagunas del Iberá, que cubre un cuarto de la superficie provincial, es una extensa depresión de suelos de derrame volcánico, cubiertos posteriormente por sedimentos de origen fluvial y eólico. El área exacta que ocupan los bañados varía según la altura de los ríos de la región, con los que está conectada subterráneamente; si bien la margen sur de la zona está claramente definida por el límite natural de la geología entrerriana —una zona de lomadas bajas que ocupa la mitad sur de la provincia—, sus fronteras noreste y noroeste no tienen solución de continuidad con el resto del paisaje.
El área más dinámica está delimitada por los esteros y lagunas del Iberá y caracterizada por dos elementos fundamentales: el asentamiento de la capital en una posición privilegiada, en un sitio no inundable donde convergen dos vías fluviales, el río Paraguay y el Paraná, y la presencia de pequeñas lomadas que hacen posible la agricultura intensiva de cítricos, hortalizas, tabaco, maíz, etc.
El origen geológico de la zona no resulta claro. Las hipótesis más convincentes sugieren que la cuenca del Iberá estaría constituida por el antiguo cauce del río Paraná, del cual se desvió una vez la erosión hizo practicable el flujo a través del banco rocoso de los saltos de Yacyretá-Apipé. Avala esta teoría el origen aluvionario del suelo, compuesto por capas de arena y limo sobre un fondo impermeable de arcilla que impide el drenaje directo de las aguas. La circulación de las mismas se produce a través de los ríos Corriente y Miriñay, hacia las cuencas del Paraná y el Uruguay respectivamente. Las lluvias frecuentes, sobre todo durante la primavera y el otoño, reponen el nivel de los esteros, que no ha mostrado tendencias a la modificación en los últimos años.

### Clima

Tipos climáticos de Corrientes según la clasificación climática de Köppen

En toda la provincia el clima es subtropical sin estación seca, destacando en el norte dos de sus variantes con clima subtropical semi-continental en la zona del triángulo de la capital en el noroeste provincial en ciudades como Corrientes, San Luis del Palmar, etc. y el clima subtropical húmedo en el noreste, en ciudades como Santo Tomé y Gobernador Virasoro. El sur provincial en localidades como Esquina, Sauce y Monte Caseros el clima subtropical tiende a tener características de clima templado por su proximidad con la llanura pampeana. La temperatura media anual máxima de 25 °C y una temperatura media anual mínima de 6 °C. La temperatura media anual de la provincia es de 20 °C y las precipitaciones son abundantes y oscilan entre los 950 y 1400 mm anuales, que decrecen de noreste a sudoeste con escasas variaciones diarias. Los periodos lluviosos se dan especialmente en los equinoccios de otoño y primavera, siendo el invierno y el verano las estaciones más secas del año.
Los veranos son muy sofocantes; los termómetros suelen llegar hasta los 46 °C,[cita requerida] sumada a la elevada humedad del ambiente (En el año 1959 se llegó a 46 °C por lo que marcó un récord en la provincia).[cita requerida] En cambio los inviernos son templados-fríos, entre los 7 y 20 °C aunque puede haber temperaturas de hasta 1 °C. Los vientos que más afectan a la provincia son el norte muy cálido proveniente de Brasil, el pampero frío y seco proveniente de la Patagonia y la sudestada frío y húmedo proveniente del mar argentino.

### Recursos hídricos
Corrientes se encuentra entre dos ríos: el Uruguay (al este), el Paraná (al oeste y norte); que constituyen las fronteras naturales de su territorio. La escasa altura de la costa del Paraná es causa de frecuentes inundaciones, aunque la infraestructura protectiva recibió un fuerte impulso luego de la devastadora creciente de 1982. Los recursos hídricos son aprovechados para la generación de energía eléctrica en la represa hidroeléctrica de Yacyretá. Numerosos esteros, bañados y lagunas dan al paisaje un aspecto singular. Se estima en más 20.000 el número de lagunas existentes se requiere fuente.

### Sismicidad
La región responde a las subfallas «del río Paraná», y «del río Uruguay», con sismicidad baja. Sus últimas expresiones se produjeron con el sismo de 1948, con 5,0 en la escala de Richter y del sismo de 2009, con 3,5 en la misma escala.

## Organización política

### Constitución de la Provincia de Corrientes

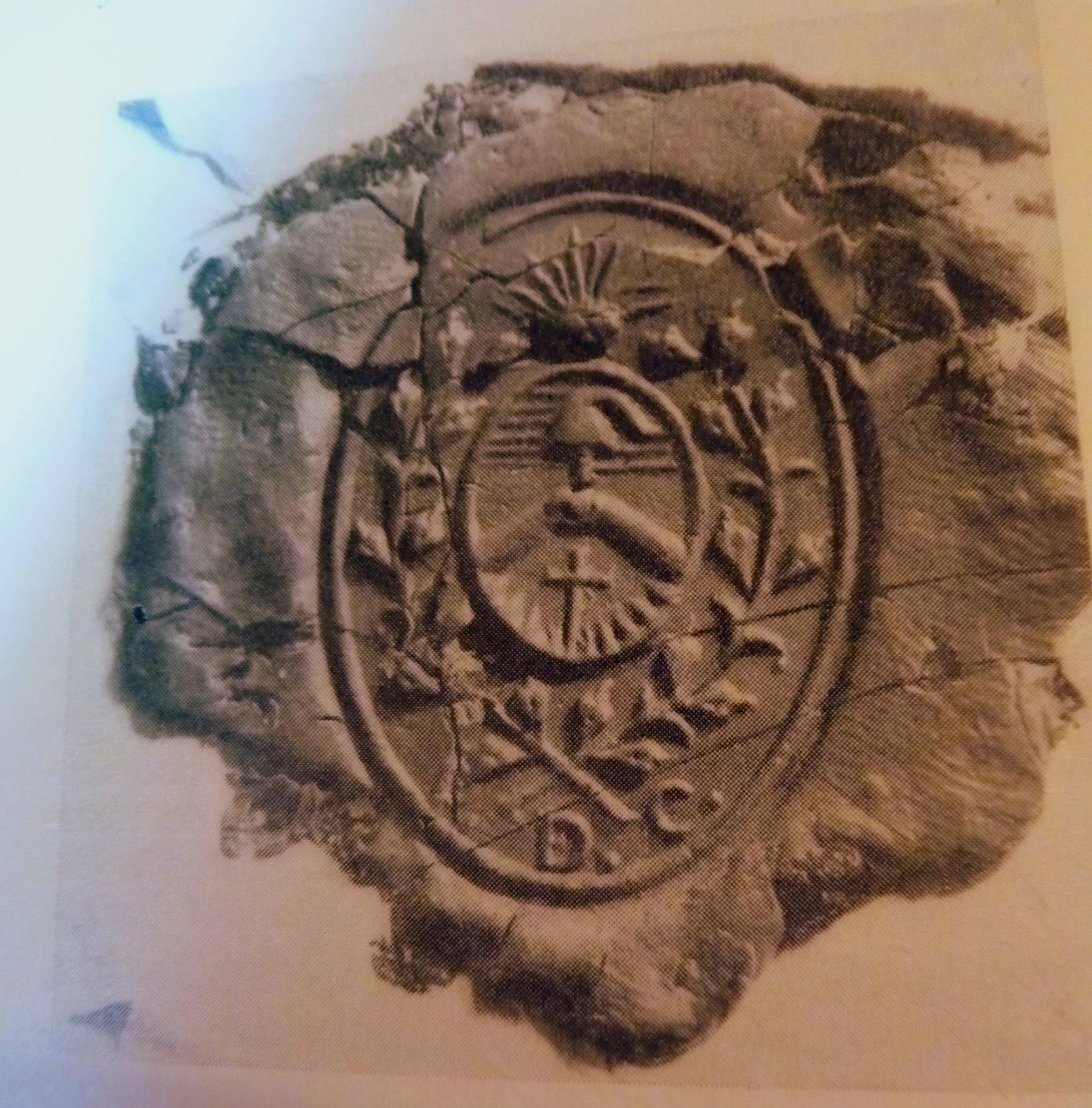
Gran Sello de Corrientes.

La primera Constitución correntina fue promulgada el 11 de diciembre de 1821, mientras que la actual data de la Reforma del año 2007.
Se establece la integridad territorial, la unidad nacional con la República Argentina, la autonomía municipal, la forma republicana de gobierno en base al régimen de tres poderes independientes: Ejecutivo, Legislativo y Judicial.

#### Poder Ejecutivo

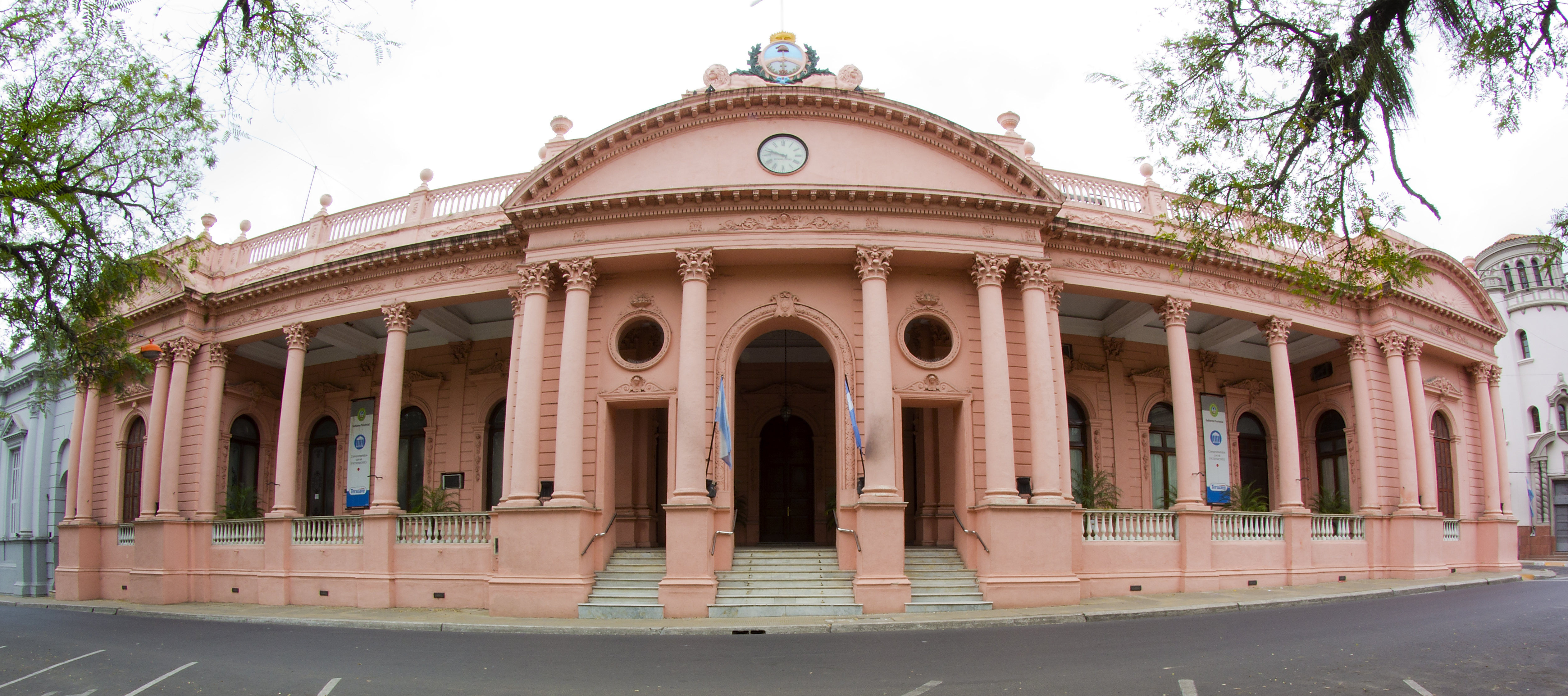
Casa de Gobierno.

Históricamente, y hasta 1949, los Gobernadores de Corrientes detentaban el Título de Teniente Gobernador, por una cuestión histórica. En la actualidad, es ejercido por el gobernador, quien es electo por el voto popular directo en elecciones libres y abiertas para un período constitucional de 4 años, y desde el año 2007 puede ser reelegido solamente por un mandato consecutivo.
El Gobernador tiene la atribución de nombrar y destituir a Ministros. Gobernador de la Provincia de Corrientes actuando con el ministro o ministros respectivos, o con el Consejo de Ministros del Gobierno de la Provincia de Corrientes, corresponde:
1. El Gobierno de la Provincia de Corrientes.
2. La conservación del orden público y la seguridad de los ciudadanos y bienes.
3. El mando superior y la responsabilidad política de todas las Fuerzas de Seguridad y Defensa Civil.
4. Publicar y circular todas las leyes y hacerlas ejecutar, expidiendo los reglamentos especiales que sean necesarios para su ejecución.
5. Participar en el Poder Legislativo, al inaugurarse las sesiones ordinarias en Sesión de Apertura, informar sobre el estado de la Provincia y las mejoras y reformas que considere dignas de su atención.
6. Poner objeciones o hacer observaciones a los proyectos de ley que le remita el Poder Legislativo, y suspender u oponerse a su promulgación teniendo la facultad de vetarlas.
7. Proponer proyectos de ley o modificaciones a las leyes anteriormente dictadas.
8. Destituir los empleados por ineptitud, omisión o delito.
9. Tomar medidas prontas de seguridad en los casos graves e imprevistos de ataque exterior o conmoción interior.
10. Preparar y presentar al Poder Legislativo los presupuestos.
11. Concluir y suscribir tratados, necesitando para ratificarlos la aprobación del Poder Legislativo.

#### Poder Legislativo
Históricamente la Provincia de Corrientes mantuvo la bicameralidad del poder legislativo, que es propio de la tradición federal. Está compuesta de la Cámara de Diputados y la Cámara de Senadores, que actuarán separada o conjuntamente, según las distintas disposiciones de la Constitución.
- Cámara de Diputados del Pueblo de Corrientes: 30 miembros.
- Cámara de Senadores de la Provincia de Corrientes: 15 miembros.

##### Sede

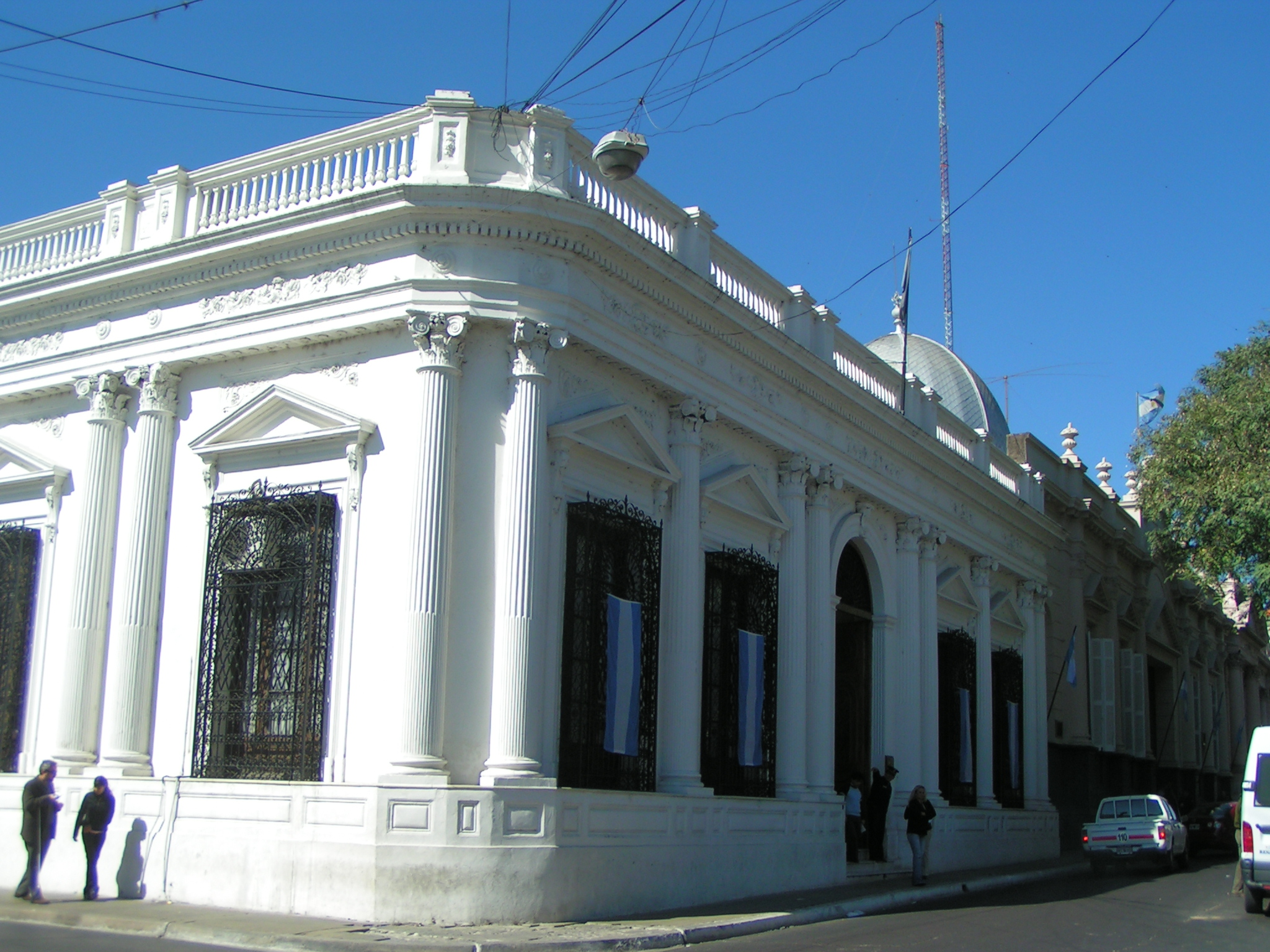
Legislatura de Corrientes.

La sede de la Legislatura Provincial estuvo durante el siglo XIX en la Casa Museo del Gobernador Manuel Lagraña, espacio donde se fue desarrollando las sesiones de la Cámara de Diputados, mientras que el Senado debía sesionar cuando los diputados estaban en receso.
Actualmente tiene su sede y biblioteca al lado del Palacio de Gobierno.

##### Funciones

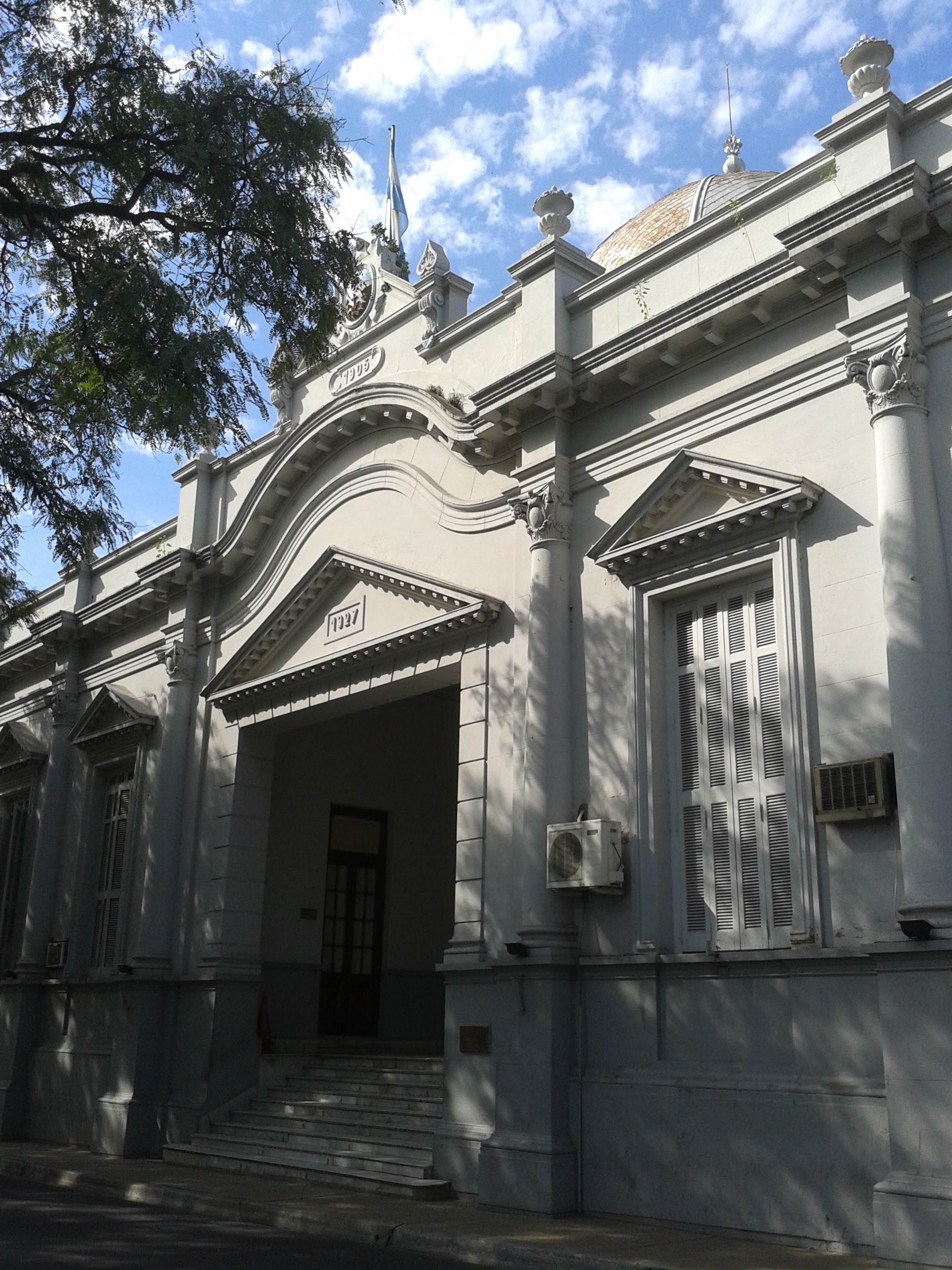
Legislatura de la Provincia de Corrientes.

Entre sus funciones constitucionales, están:
- Formar y mandar publicar los Códigos Provinciales;
- Establecer los Tribunales y arreglar la Administración de Justicia y de lo Contencioso Administrativo;
- Expedir leyes relativas a la seguridad, tranquilidad y gobierno; protección de todos los derechos individuales y fomento de la ilustración, agricultura, industria, comercio interior y exterior.
- Establecer las contribuciones necesarias para cubrir los presupuestos, su distribución, el orden de su recaudación e inversión, y suprimir, modificar o aumentar las existentes.
- Probar o reprobar, en todo o en parte, las cuentas que presente el Poder Ejecutivo.
- Autorizar, a iniciativa del Poder Ejecutivo, la Deuda Pública, consolidarla, designar sus garantías y reglamentar el crédito público, requiriéndose, en los tres primeros casos, la mayoría absoluta de votos del total de componentes de cada Cámara.
- Decretar la movilización en caso de Guerra y aprobar o reprobar por mayoría absoluta de votos del total de componentes de cada Cámara, los tratados de paz, alianza, comercio y las convenciones o contratos de cualquier naturaleza que celebre el Poder Ejecutivo con potencias extranjeras.
- Crear nuevos Departamentos por mayoría de dos tercios de votos del total de componentes de cada Cámara; fijar sus límites; habilitar puertos.
- Crear o suprimir empleos públicos, determinando sus dotaciones o retiros; y aprobar, reprobar o disminuir los presupuestos que presente el Poder Ejecutivo, acordar pensiones y recompensas pecuniarias o de otra clase y decretar honores públicos a los grandes servicios.
- Hacer los reglamentos de milicias y determinar el tiempo y número en que deben reunirse.
- Elegir el lugar en que deban residir las primeras autoridades de la Provincia.
- Juzgar políticamente la conducta de los Ministros de Gobierno.

#### Poder Judicial
El poder judicial está dividido en Juzgados y Tribunales Provinciales, habiéndose adoptado el sistema colegiado (más eficaz) para los organismos superiores y el unipersonal (más rápido) para los inferiores. El Poder está encabezado por el presidente del Tribunal Superior de Justicia, cuatro ministros, y el ministerio público, con un fiscal general, y un fiscal adjunto.
Para ser miembro del Tribunal Superior de Justicia se requiere:
1. Cuarenta años cumplidos de edad.
2. Ciudadanía natural en ejercicio, o legal con diez años de ejercicio y veinticinco años de residencia en el país.
3. Ser abogado con diez años de antigüedad o haber ejercido con esa calidad la Judicatura o el Ministerio Público o Fiscal por espacio de ocho años.

## División administrativa
La provincia está dividida en 25 departamentos, subdivididos en 77 municipios (la unidad administrativa mínima es el municipio).
A continuación se listan alfabéticamente los departamentos y, en la columna a la derecha, su correspondiente municipio cabecera.

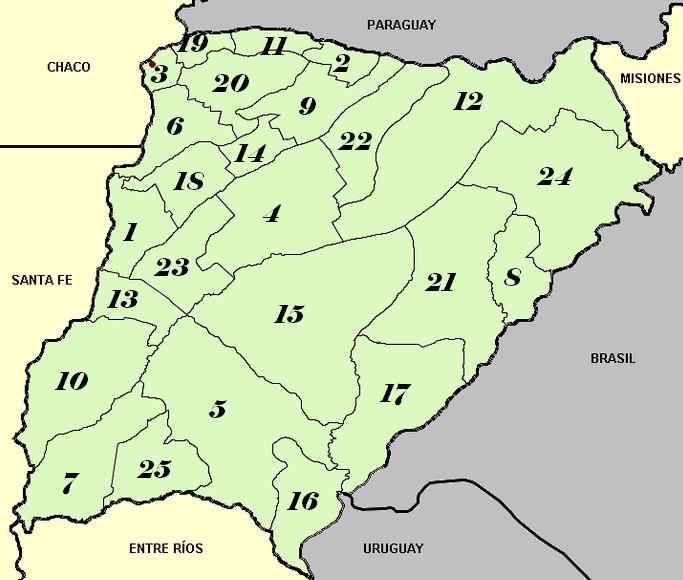
Provincia de Corrientes, división política y su capital.

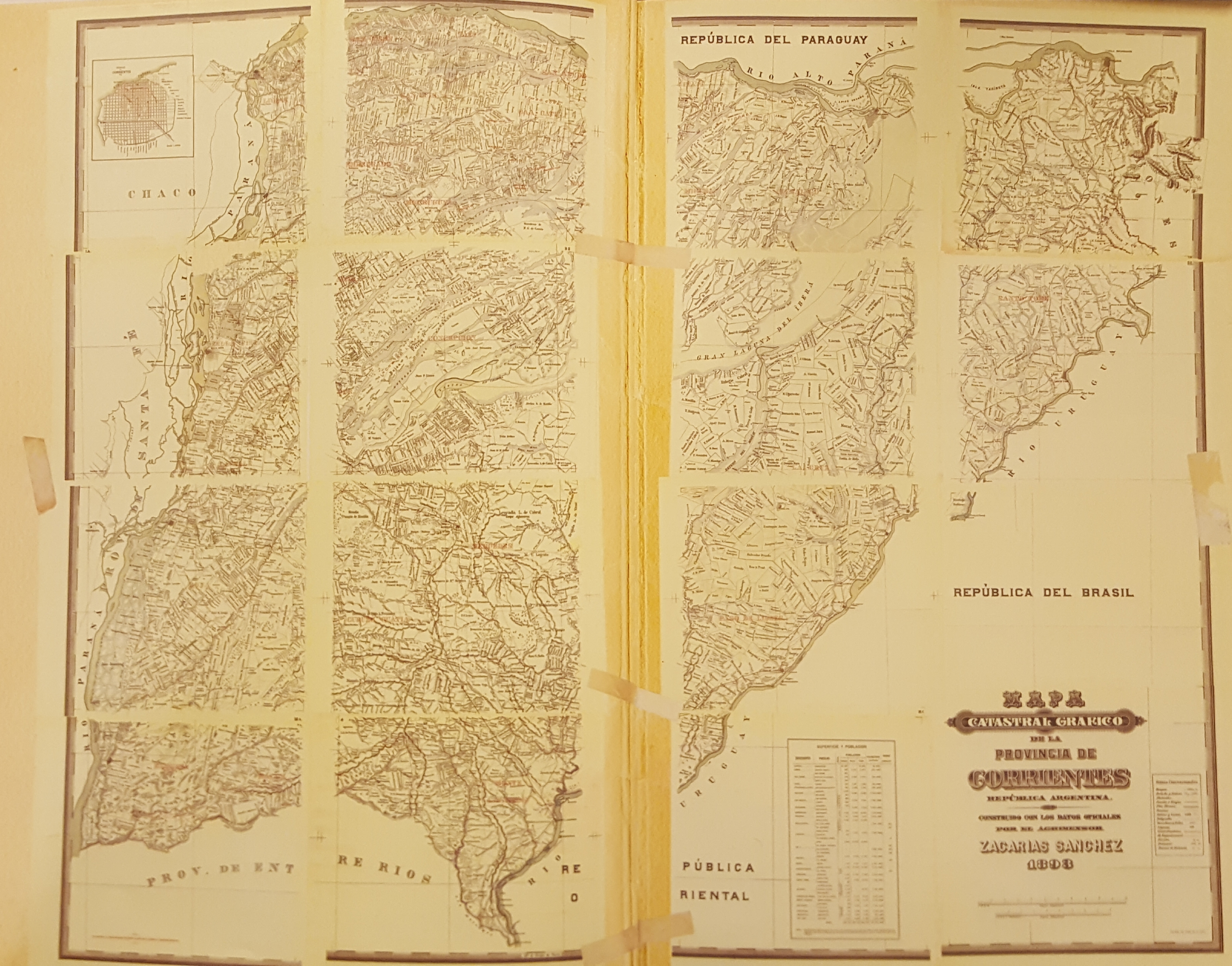
Mapa de la Provincia de Corrientes, Argentina, realizado por el Ingeniero Geógrafo Zacarías Sánchez en 1893

| Departamento             | Cabecera             |
| ------------------------ | -------------------- |
| 1 - Bella Vista          | Bella Vista          |
| 2 - Berón de Astrada     | Berón de Astrada     |
| 3 - Capital              | Ciudad de Corrientes |
| 4 - Concepción           | Concepción           |
| 5 - Curuzú Cuatiá        | Curuzú Cuatiá        |
| 6 - Empedrado            | Empedrado            |
| 7 - Esquina              | Esquina              |
| 8 - General Alvear       | Alvear               |
| 9 - General Paz          | Caá Catí             |
| 10 - Goya                | Goya                 |
| 11 - Itatí               | Itatí                |
| 12 - Ituzaingó           | Ituzaingó            |
| 13 - Lavalle             | Santa Lucía          |
| 14 - Mburucuyá           | Mburucuyá            |
| 15 - Mercedes            | Mercedes             |
| 16 - Monte Caseros       | Monte Caseros        |
| 17 - Paso de los Libres  | Paso de los Libres   |
| 18 - Saladas             | Saladas              |
| 19 - San Cosme           | San Cosme            |
| 20 - San Luis del Palmar | San Luis del Palmar  |
| 21 - San Martín          | La Cruz              |
| 22 - San Miguel          | San Miguel           |
| 23 - San Roque           | San Roque            |
| 24 - Santo Tomé          | Santo Tomé           |
| 25 - Sauce               | Sauce                |

## Límites
| Noroeste: Chaco    | Norte: Paraguay | Nordeste: Misiones |
| Oeste: Santa Fe    |                 | Este: Brasil       |
| Suroeste: Santa Fe | Sur: Entre Ríos | Sureste: Uruguay   |

##### Pasos fronterizos con países limítrofes con Argentina
La provincia, comunica a la Argentina con países limítrofes por medio de tres pasos internacionales terrestres:
- Ituzaingó -  Ayolas
- Santo Tomé -  São Borja
- Paso de los Libres -  Uruguayana

### Región del Norte Grande Argentino
El Tratado interprovincial de creación de la Región Norte Grande Argentino fue suscrito en la ciudad de Salta el 9 de abril de 1999 entre las provincias de Catamarca, Corrientes, Chaco, Formosa, Jujuy, Misiones, Tucumán, Salta y Santiago del Estero.
«El objeto primordial de este tratado es la creación de la Región Norte Grande y la concreción de la integración de las provincias del NOA y el NEA, a los efectos de lograr en la realidad un sistema efectivo de consenso y acción conjunta entre los estados partes».
El Consejo Regional del Norte Grande es el máximo ente de gobierno regional, integrado por la Asamblea de Gobernadores, la Junta Ejecutiva y el Comité Coordinador. Este último, está constituido por un representante del NOA y otro del NEA, ambos son además miembros de la Junta Ejecutiva.
La Comisión Ejecutiva Interministerial de Integración Regional coordina el proceso de integración a partir de las directivas de los órganos superiores antes mencionados.
Véase también: Región del Norte Grande Argentino

## Acuerdos de cooperación internacional
La provincia de Corrientes ha firmado vínculos de cooperación perdurables, en carácter de acuerdos de cooperación internacional, con las siguientes provincias o ciudades:
- La Rochela, Francia  (diciembre de 2008)[17]
- Cervatos de la Cueza, España.[18]

## Economía
El 35% de la superficie de la provincia está cubierta por las aguas de esteros, lagunas y ríos. En total, las tierras aptas para la producción son aproximadamente el 65% de todo el territorio. Este espacio está destinado a distintas actividades, como la ganadería ovina y vacuna, el cultivo y procesamiento de cítricos, especialmente las naranjas, y el cultivo de arroz que actualmente alcanza una fuerte expansión en función del mercado brasileño. Deben también mencionarse cultivos industriales más tradicionales como el té, la yerba mate y el tabaco.

### Agricultura y ganadería

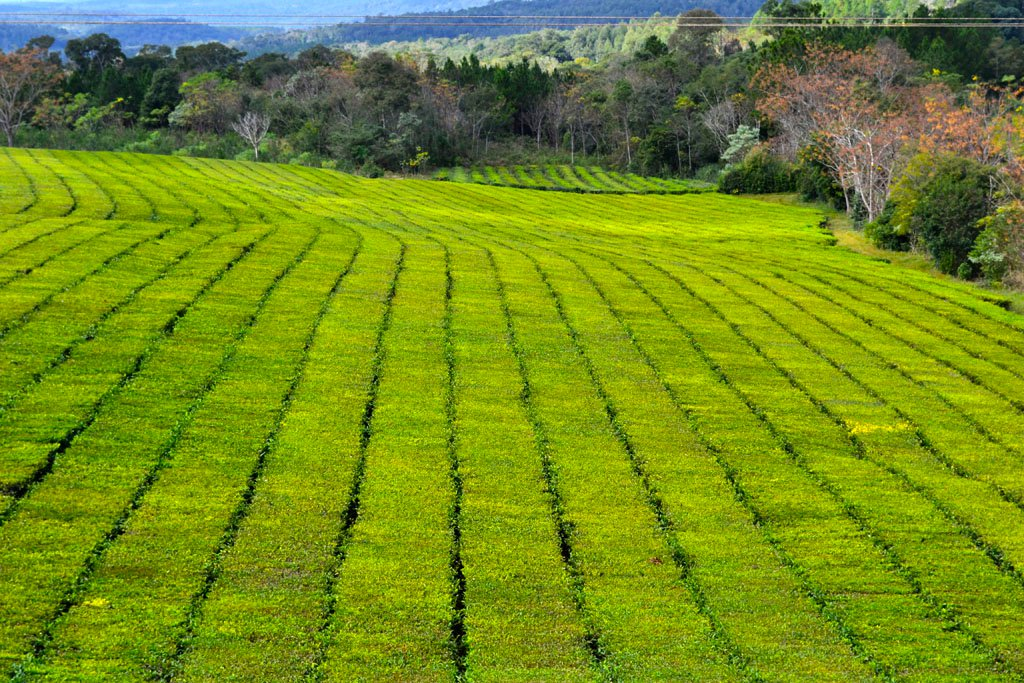
Grandes plantaciones de té y yerba mate cubren los alrededores de la localidad de Gobernador Virasoro.

La ganadería del bovino resulta difícil por las altas temperaturas y las pasturas relativamente pobres de la provincia, sobre todo en la región norte; por este motivo, el Brangus es la raza de ganado que predomina. En la mitad sur del territorio, las condiciones se asemejan a la de la vecina Entre Ríos, posibilitando una cría más diversificada. La explotación de otras especies es insignificante.
La agricultura se encuentra más desarrollada y es uno de los pilares de su economía. Predominan los cultivos de cítricos, tabaco, arroz, yerba mate, té y algodón.
También se desarrolla la industria forestal en el centro y el noreste de la provincia, siendo la provincia más forestada del país, en especial con pinos y eucaliptus.

### Industria

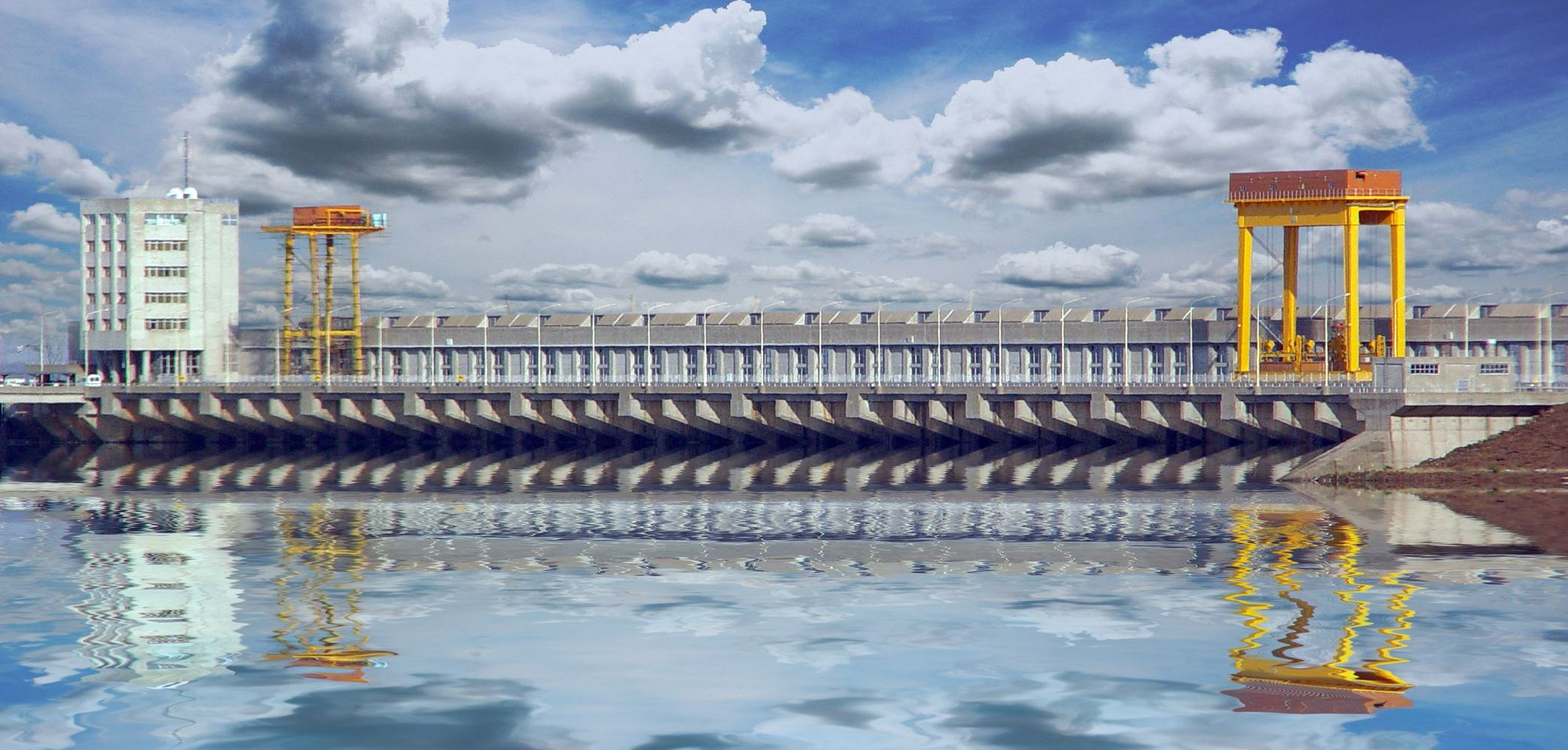
La Represa de Yacyretá.

Con una temprana industrialización durante el siglo XIX apoyada en astilleros, talabartería, fabricación de armas y procesamiento de alimentos, hacia principios del siglo XX como producto de las largas guerras intestinas e internacionales, la provincia cayó en un proceso de desindustrialización agudo. Actividades como la manufactura azucarera y fabricación de productos textiles tuvieron breves y efímeros auges hasta desaparecer nuevamente tras la crisis algodonera.
Desde mediados del siglo XX y hasta el XXI solamente se conservan grandes producciones intensivas y elaboradas de telas, infusiones -té y yerba mate-, madera -mobiliarios-, cítricos, hortalizas y panadería.
Canteras de piedra y arena se desarrollan en menor intensidad para un gran mercado interno y los astilleros, de gran tradición sobre la costa del Paraná, son actividades industriales que se reactivan por lapsos breves sin empresa alguna que logre superar la década de actividad continua. Similar suerte tiene la industria cárnica, pese a que la provincia cuenta con una amplia infraestructura ganadera históricamente apoyada en los mataderos, aunque es de destacar que se trata de la 4.ª provincia con mayor producción ganadera.
Sobre sus costas se encuentra asentada la represa Yacyretá-Apipé, una de las productoras hidroeléctricas más grandes del planeta. Es una de las dos provincias argentinas con tres fronteras internacionales (la otra es Salta), un polo universitario en crecimiento exponencial -cuarto del país- e importantes producciones primarias, que pese a sus ventajas estratégicas, geográficas, climáticas y para los asentamientos habitacionales no desarrolla polo industrial propio a causa del costo energético, de infraestructura, baja densidad poblacional, falta de incentivos fiscales y costo de agua potable. La actividad industrial así como la libre navegación de sus ríos pasó de ser el principal motor de la intervención de Corrientes en el proceso independentista durante el siglo XIX a la actividad económica más pequeña durante el siglo XXI. No obstante ello, al presente se lleva adelante la creación de parques industriales en distintas ciudades de la provincia, estando en la etapa de concreción los situados en Goya, Mercedes y Santa Rosa, además de los proyectados en la ciudad capital, Gobernador Virasoro y Paso de los Libres.

### Transportes

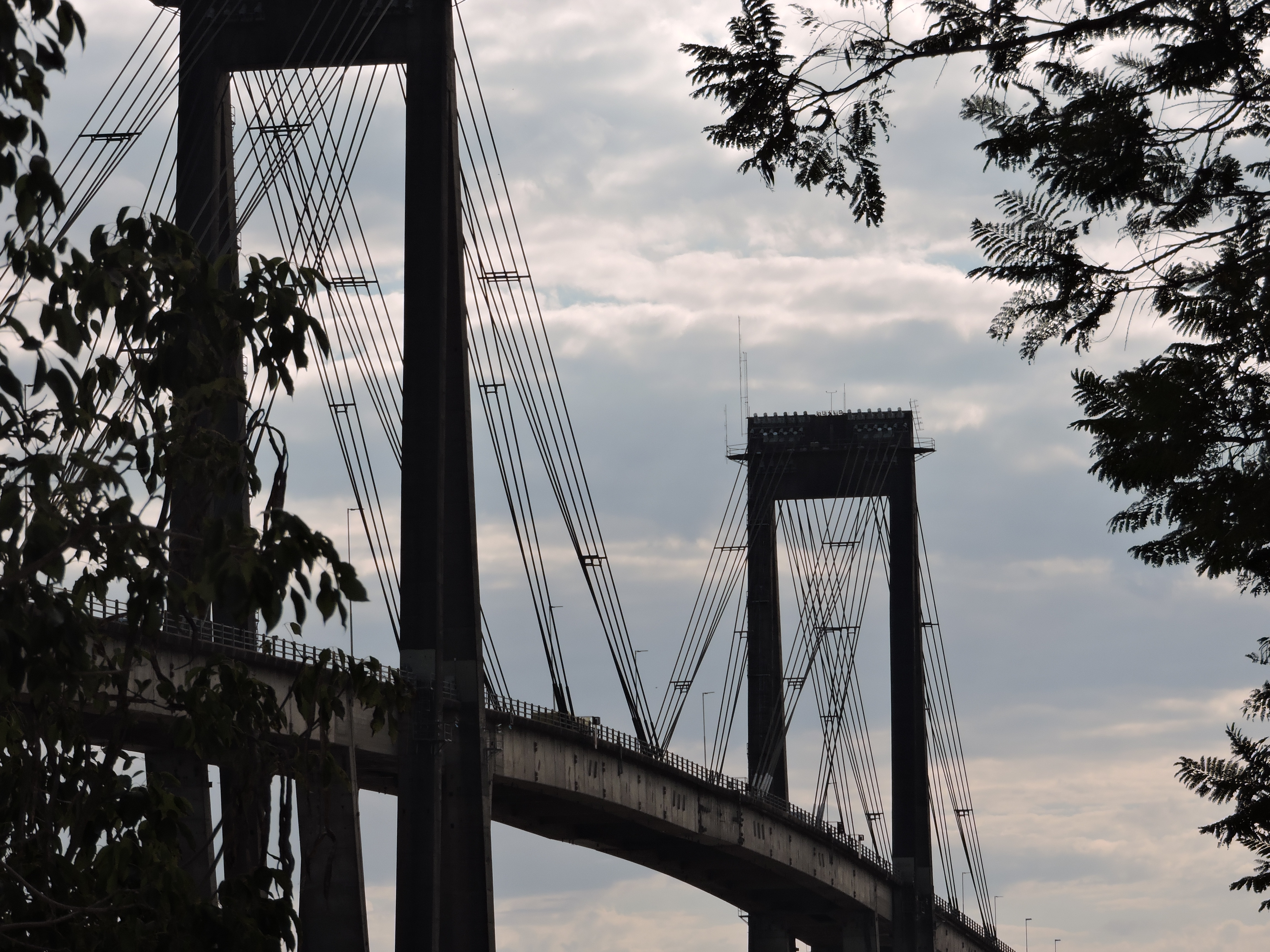
Puente General Belgrano

Diferentes medios y empresas de transporte brindan servicios hacia y desde la provincia de Corrientes, existiendo numerosas ofertas, según el presupuesto con el cual se disponga.
Puede acceder a este mundo de naturaleza y tradición a través de su propio automóvil, en micros o si lo prefiere, puede hacerlo en avión, ya que varias de las localidades correntinas cuentan con aeródromos y aeropuertos habilitados.

#### Red vial
Mediante el Puente General Belgrano, a través de la Ruta Nacional 16, se conecta con la provincia del Chaco, mientras que por balsas de automóviles, se comunica con Santa Fe, a la altura de Goya.
Le abre sus puertas a Misiones y Entre Ríos a través de las Rutas Nacionales 12 y 14. Mientras que por la Ruta 12, hacia el sur, se llega al Puente Zárate-Brazo Largo, rumbo a la Ciudad Autónoma de Buenos Aires.
Las Rutas Nacionales 123 y 14, sirven como corredor de cargas del Mercosur. El Puente Internacional Paso de los Libres - Uruguayana, es uno de los pasos fronterizos de mucho tráfico, y río arriba está el Puente Internacional Santo Tomé - San Borja; ambos puentes se integran con Brasil.

#### Red ferroviaria
Está en desuso una extensa red ferroviaria, de aproximadamente 1000 km. Desde el Centro Ferroviario de Monte Caseros, parten dos ramales troncales, uno hacia la ciudad de Corrientes y otro hacia Posadas.
Correspondiente al Ferrocarril General Urquiza, tiene 944 km de vías, permitiendo unir la provincia con el resto del litoral, y acceder a países vecinos como Paraguay y Brasil.

#### Transporte fluvial
Cuenta con tres grandes ramales: Alto Paraná, Paraná Medio, y Uruguay.
A lo largo del Paraná, se levantan en Esquina, Goya, Bella Vista, Corrientes e Ituzaingó, puertos que contribuyen al comercio y crecimiento de la provincia.
La provincia que durante el siglo XIX llegó a contar con una flota artillada y una flota mercante propia, además de diversos buques menores para el transporte de pasajeros, fue mermando su presencia fluvial.
El último transporte sistematizado de pasajeros fue por flota fluvial de la nación con barcos a vapor. Las últimas naves en cubrir largas distancias que atracaron sistemáticamente en puertos correntinos fueron "Ciudad de Corrientes" y "Ciudad de Asunción" naves gemelas que operaron en el siglo XX hasta mediados de la década de 1960.
Extinta la flota fluvial de la nación, la provincia no rearmó flota de tipo alguno en ninguno de sus ríos.
La navegación y transporte de pasajeros se explota por iniciativa privada con naves de pequeños y mediano porte. Las empresas operan bajo contrato por alquiler. El mayor número de las mismas se encuentra en la costa del río Paraná.
El transporte fluvial se ocupa principalmente para el desplazamiento de mercaderías, en su mayoría por medio de contenedores, siendo el transporte de los mismos realizados por barcazas y cuya principal actividad se encuentra en los canales principales de los ríos fronterizos.

#### Transporte aéreo
Corrientes cuenta con tres aeropuertos internacionales y nueve aeródromos. El tráfico aéreo se centraliza en el Aeropuerto Internacional Piragine Niveyro, de la ciudad de Corrientes.
Además del Aeropuerto de Piragine Niveyro de la ciudad de Corrientes, también cuentan con carácter internacional los aeropuertos de Paso de los Libres y de Monte Caseros. Son de importancia también los Aeródromos de Goya, Mercedes y Curuzú Cuatiá.
La gobernación de la provincia cuenta además con la flota aérea más importante de la región. El Parque aeronáutico de la Provincia de Corrientes está integrado por las siguientes naves.
- LQ-FVD Bell 429WLG cn. s/d. (2014).
- LV-BDI Bell 407 cn. 53649.
- LV-CDS Cessna 208B Grand Caravan cn. 208B cn. 208B-2152 (2010)
- LV-WJO Cessna 550 Citation II cn. 550-0728. dd. Dic94 ex LV-PHN.
- LV-ZNU Cessna 208B Grand Caravan cn. 208B-0718. (1999) ex LV-POC.

El avión sanitario de la Provincia de Corrientes históricamente asistió también a provincias vecinas.

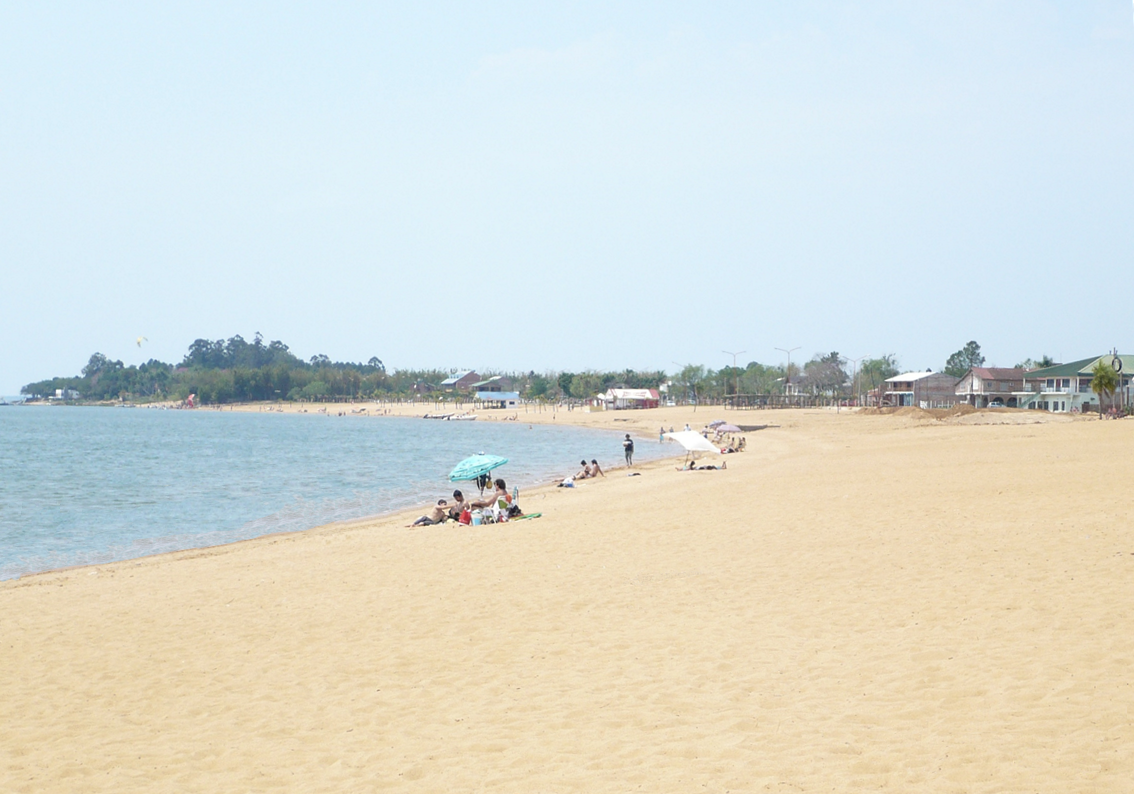
Vista de la Playa Punta Mitre en la localidad de Paso de la Patria, en la costa del Río Paraná

### Turismo

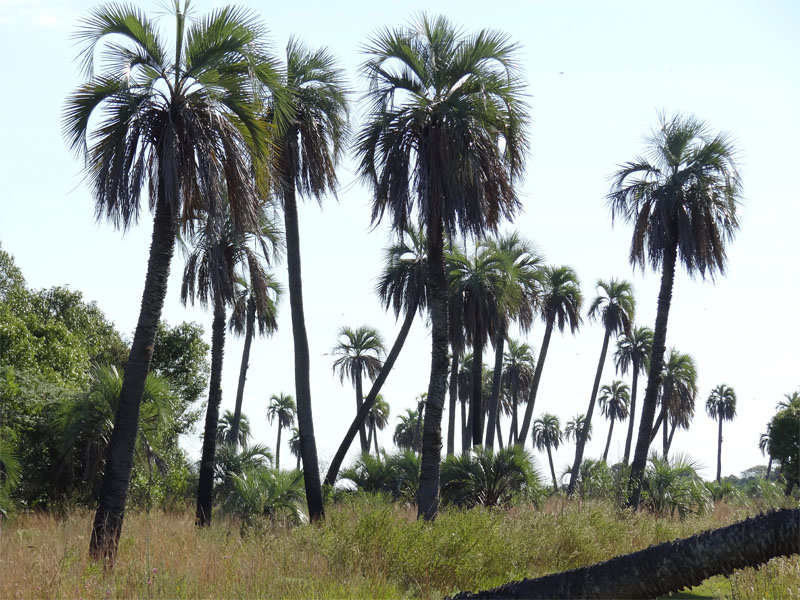
Palmeras en el parque nacional Mburucuyá, en un ambiente representativo del noreste argentino.

El atractivo turístico de la provincia se basa, principalmente, en su variada riqueza forestal, sus esteros, montes y playas; además de su estilo arquitectónico colonial y autóctono, principalmente de su capital provincial, además de otros centros históricos en general. También cuenta con mportantes eventos culturales entre los que destacan el Festival Nacional del Chamamé y los carnavales.
Los Esteros del Iberá son el principal atractivo natural. En el noroeste provincial está el parque nacional Mburucuyá.

##### Principales atracciones
- Basílica de Itatí
- Esteros del Iberá
- Fiesta Nacional del Carnaval
- Fiesta Nacional del Chamamé
- Fiesta Nacional del Surubí
- Fiesta Provincial del Estudiante
- Parque nacional Mburucuyá
- Itá Pucú en la ciudad de Mercedes
- Pesca del dorado
- Pesca de la boga
- Complejo Represa Binacional Yacyretá
- Playas del Río Paraná y del Río Uruguay

#### Turismo religioso
La Basílica de Itatí en la localidad homónima es uno de los principales centros de peregrinación católica en la Argentina. Las capillas de Santa Ana y Santa Lucía son templos de valor histórico.
Otro centro de peregrinación es Mercedes, en el santuario dedicado al Gauchito Gil cerca del lugar de su muerte. El culto a su figura es uno de los que mayor atracción ejerce por fuera de la religión católica, atrayendo en 2019 a más de 200 000 personas en el aniversario de su fallecimiento.
La "Ruta de los Jesuitas" abarca cuatro localidades que formaron parte de las misiones jesuíticas: Yapeyú, La Cruz, Santo Tomé y San Carlos.

## Población
Evolución histórica de la población provincial hasta 1853:
- 1778: 7.991 hab.[20]
- 1782: 20.000 hab.[21]
- 1797: 9.228 hab.[22]
- 1820: 35.000-40.000 hab.[23]
- 1847: 40.000 hab.[24]
- 1853: 60.000 hab.[24]

Población actual:
- Censo 1991: 795 594 habitantes (Indec, 1991) (población urbana: 589 853 habitantes (Indec, 1991), (población rural: 205 741 habitantes (Indec, 1991).
- Censo 2001: 929 236 habitantes (Indec, 2001) (población urbana: 737 905 habitantes (Indec, 2001), población rural: 191 331 habitantes (Indec, 2001).

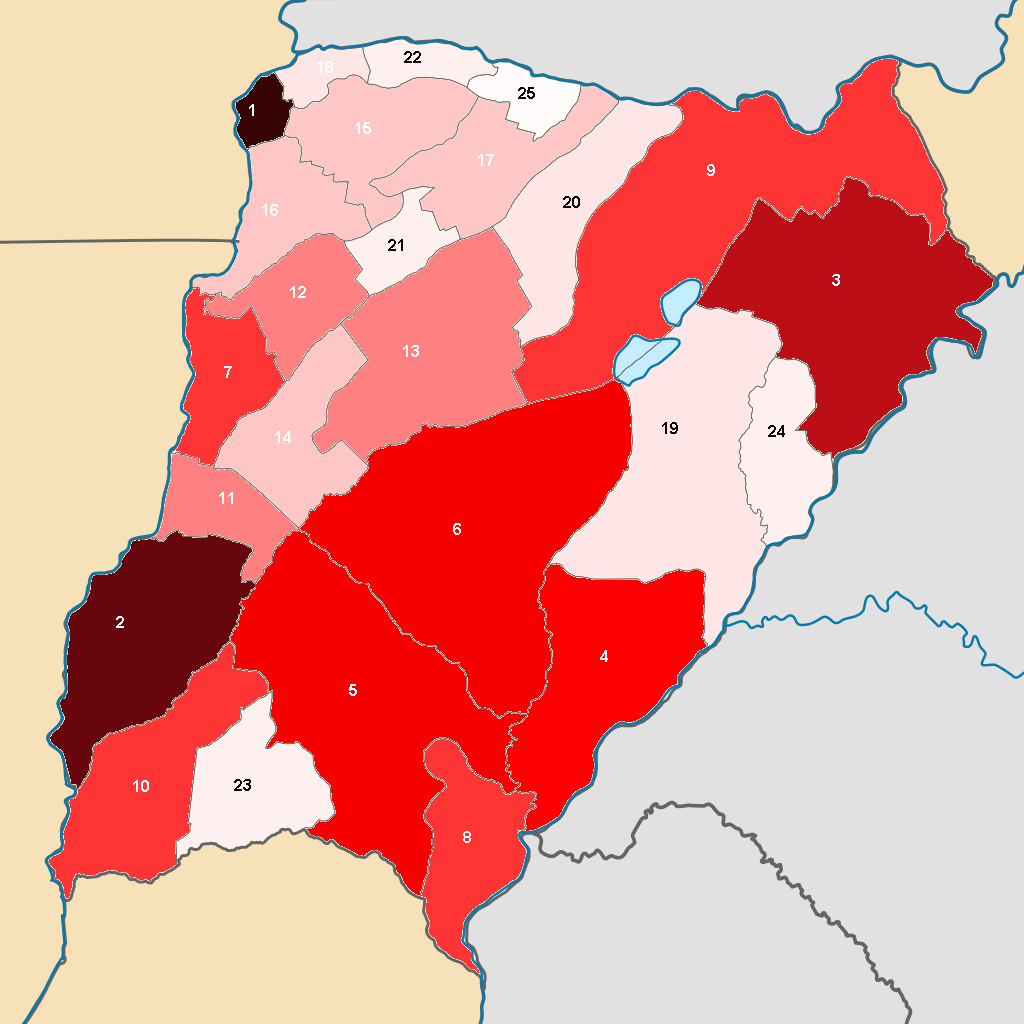
Departamentos de la provincia de Corrientes por población

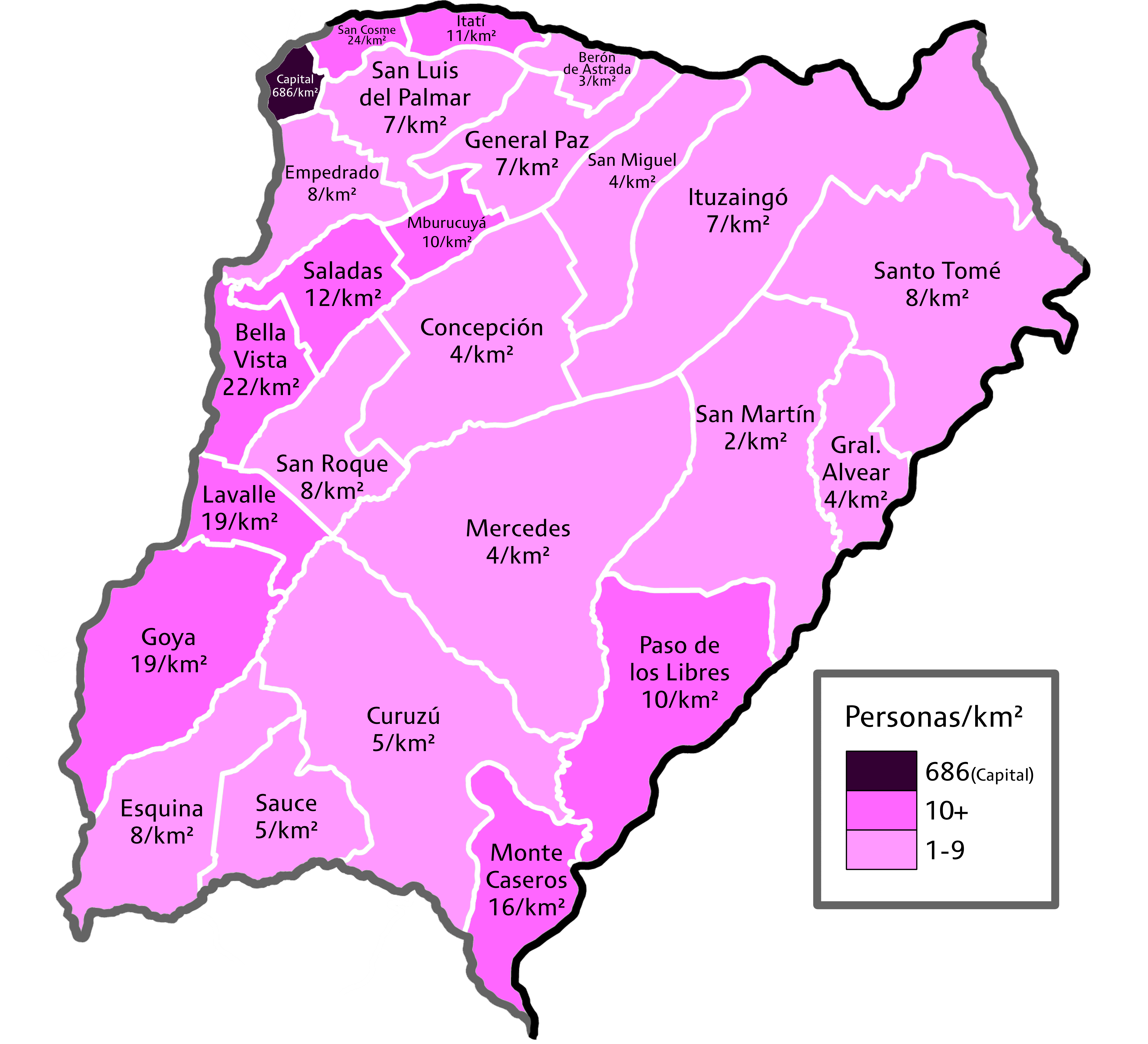
Densidad de población (Censo 2010).

- Censo nacional 2010: 992.595 habitantes.
- Censo nacional 2022: 1.212.696 habitantes
- Población urbana (2010):  822.224 personas (82,84 %).
- Población rural (2010): 170.371 personas (17,16 %).[25]

### Principales ciudades
Los principales centros urbanos de la provincia, según el censo 2010, son:
1. Corrientes (Gran Corrientes: 346 334 habitantes), centro político y económico de la provincia. Situada a orillas del Paraná, al sur de su confluencia con el Paraguay y muy próxima a Resistencia, capital de la vecina provincia del Chaco. Es una de las ciudades más antiguas del país (1588).
2. Goya (71 606 hab.), en el sur de la provincia, a orillas del Paraná. Activo puerto pesquero y centro turístico, se comunica con el resto del país por la ruta 12.
3. Paso de los Libres (43 251 hab.), en el sudeste, a orillas del Uruguay. Importante punto de intercambio comercial entre la Argentina y Brasil.
4. Curuzú Cuatiá (34 470 hab.), centro de una zona agrícola de gran producción.
5. Mercedes (33 551 hab.), cercana a los esteros del Iberá.

Con más de 20 000 habitantes: Gobernador Virasoro (30 666 hab.), Bella Vista (29 071 hab.), Monte Caseros (23 470 hab.) y Santo Tomé (23 299 hab.).
Con más de 10 000 habitantes: Ituzaingó (19 575 hab.), Esquina (19 081 hab.), Saladas (12 864 hab.) y San Luis del Palmar (12 287 hab.).

### Cultura
Corrientes posee  mucha afinidad idiomática con el vecino Paraguay, señalada entre otros rasgos por la persistencia del guaraní, declarado en el 2004 lengua oficial en la provincia junto con el español, así como con la cultura del Estado de Río Grande del Sur con quien comparte la frontera este, referenciada como "costa del río Uruguay". Distintiva es también la música folclórica local, que comprende el chamamé y otros ritmos de origen colonial con influencias europeas, como la charanda, la polca correntina, la guarania, la chamarrita, el valseado, etc. Una figura señera de la Cultura Correntina fue "Osvaldo Sosa Cordero" (1906-1986), designado en 1952 como el Primer Director de Cultura de la Provincia de Corrientes, escritor de libros como el Romancero Guaraní con el cual obtuvo el Premio Baldomero Fernández Moreno otorgado por la SADE, compositor y autor de más de 250 temas entre los que se destacan "Anahí", "Alma Guaraní", "Camba cuá" (1925), "Naranjerita", "Poncho Celeste Vincha Punzó", "Mi Provincia Guaraní" etc. Tangos como "Ahí va el dulce", "Para Corrientes", Candómbes y Marchas de Carnaval como "Capital del Carnaval", "Copacabana", "Ara Berá" y 52 más. Fue también el autor de las tres únicas danzas existentes en la Provincia y sus coreografías como son "El Milagro" (Que relata el Milagro de la Cruz), "El encadenado" ( Un valseado tradicional) y la recopilación histórica del "Mainumbuj" (rescatando una antiquísima danza correntina cuyos bailarines imitan los movimientos del picaflor (Colibrí). Fue también Caricaturista y autor de innumerables publicaciones. Recibió el primer premio Konex otorgado a un correntino por Folklore. Antes de su muerte recibió los más importantes Premios de la Provincia, como el "Guaraní". Su obra tiene vigencia permanente en la cultura correntina de la actualidad. 
Corrientes posee además, como rasgo característico, una acendrada cultura conservadora asentada en un componente mágico, venido tanto de su cultura criolla típicista, rural y mestiza de raigambre territorial guaraní[cita requerida].

#### Literatura
Entre sus escritores más destacados puede nombrarse a: Osvaldo Sosa Cordero (Premio Baldomero Fernández Moreno de la SADE por su "Romancero Guaraní" ), David Martínez, Franklin Rúveda, "Cancho" Gordiola Niella, Alejandro Mauriño, Francisco Madariaga, Velmiro Ayala Gauna, Saturnino Muniagurria, Efraín Maidana, “Cacho” González Vedoya, Nilda Nicolini, José Gabriel Ceballos, José Alberto Alarcón, Martín Alvarenga, Florencio Godoy Cruz, Emilio José Noya, Gerardo Pisarello, Ernesto Ezquer Zelaya, Marily Morales Segovia, Horacio Julio Rodríguez, Julio Argentino Tamaño, Jorge Sánchez Aguilar, Francisco Arrúa,Paulo Arrúa, Pilar Muñoz, José Facundo Alarcón, Julio Darío Schvetz, Myrna Neumann y Avelino Núñez, entre otros.
Cuenta con dos editoriales medianas, Moglia y Amerindia, así como con diversos talleres, imprentas con alta calidad y demanda de producción. Anualmente, en la provincia se editan más de doscientos títulos de diversos géneros literarios.
Se encuentran cuatro diarios de circulación provincial: Época, El Litoral, La República y El Libertador. Un amplio y desarrollado mercado digital con diversidad y abundancia de temáticas y títulos.

#### Música
Algunos músicos de trascendencia nacional e internacional oriundos de la provincia son Osvaldo Sosa Cordero, Isaco Abitbol, Mario del Tránsito Cocomarola, Ernesto Montiel, Antonio Tarragó Ros, Alberto Bofill, Mario Bofill, Mateo Villalba, Salvador Miqueri, Mario Millán Medina, Juancito Güenaga, Antonio Niz, Argentina Rojas, Juan Carlos Jensen, Ramona Galarza, Teresa Parodi, "Gringo" Sheridan, Alejandro Barrios, Raúl Barboza, "Pocho" Roch, Ricardo Scofano, "Papi" Miño, Gisela Méndez Ribeiro y Fito Ledesma, entre muchos otros.

#### Actividad cultural
La presencia de las universidades, públicas y privadas, así como el desarrollo de centros y grupos culturales potencia año tras año la instalación y el lanzamiento de diversos eventos culturales entre los que se destacan los festivales de danzas, los festivales folclóricos y en particular la "Fiesta Nacional del Chamamé", las Ferias de Libros hacia la costa del río Uruguay, en particular en Paso de los Libres, los encuentros literarios en ciudades como Corrientes Capital, Gobernador Virasoro, Paso de los Libres, Santo Tomé, Esquina, Bella Vista, Goya y San Roque.
Proliferan así mismo los talleres y centros artísticos, en particular los talleres literarios. Durante el último lustro resurgieron diversos teatros vocacionales y talleres de artes plásticas.

#### Murales y artes plásticas
El movimiento muralista tuvo un gran esplendor hacia fines del siglo XX, en particular con la formación del grupo "Arte Ahora" y en la actualidad la marca puede encontrarse en una veintena de exponentes independientes cuyos trabajos pueden encontrarse principalmente en la Ciudad de Corrientes. Localidades del interior, fachadas institucionales, hitos en accesos de ciudades tanto de la Provincia de Corrientes como de Misiones, Entre Ríos y Chaco poseen obras de muralistas correntinos, destacándose principalmente la técnica del esgrafiado. El ejemplo más notorio de este fenómeno cultural y su impacto en la sociedad lo constituye el "Circuito de los murales" que opera a su vez como parte la atracción turística de la capital correntina conocida también como la "Ciudad de los murales".
Entre los autores más destacados, cabe mencionar a Juan Carlos Soto y Luis Llarens, inspiradores del muralismo, y a Fernando Calzoni y José Kura.
Pintores de renombre nacional e internacional son Adolfo Mors, Antonio Ballerini, Amado Puyau, José Negro, Octavio Gómez, Elsa Gómez Morilla, Agustín Orts Mayor, Emilio Rodríguez, Lita Figueroa, José Mizdraji y Eugenio Led entre otros. El dibujo y la caricatura tienen como grandes autores destacados a Mario "Chaque" Mauriño, "Lucho" Olivera y "Cacho" Sorbellini.

#### Teatro
Entre las ciudades con edificios destinados al teatro se destacan Goya, Curuzú Cuatiá, Mercedes, Monte Caseros y en particular la ciudad de Corrientes con el Teatro Vera, cuya cartelera es variada y con amplia recepción a obras nacionales e internacionales. El edificio se destaca por su acústica, fachada, arquitectura y comodidad. Posee entre diversas singularidades una cúpula corrediza que permite la apertura de un “ojo” durante las veladas de gala más importante en las que no se cuenta con música en vivo.

#### Religión

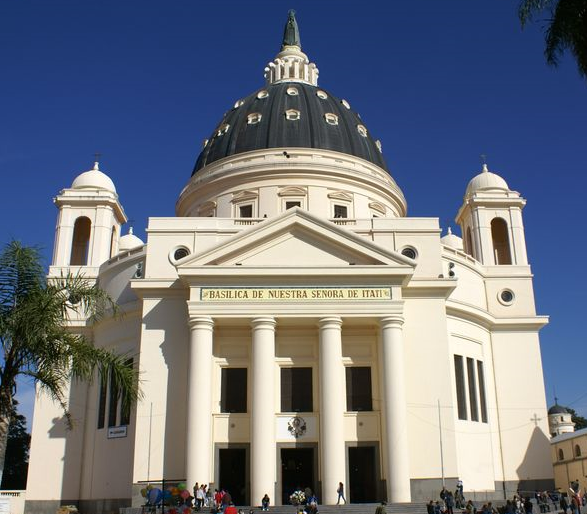
Basílica Nuestra Señora de Itatí.

Un factor destacado de la cultura correntina es su religiosidad. Cuenta con uno de los devocionarios más amplios del continente americano entre los cuales se destaca el culto al Gaucho Gil en el departamento de Mercedes. Su panteón criollo, también incluyen a Antonio María, El Gaucho Quiroz, Perlaitá, Olegario Álvarez, Aparicio Altamirano, La Pilarcita, el Gaucho José Altamirano, la Cruz de José ("Curuzú José") junto a otra decena de cultos menores que varían de localidad en localidad. De carácter eclético es el templo en honor a Nuestra de Señora de la Buena Muerte, llamada también La Capilla del Diablo que se encuentra en Municipio Carolina.
De entre el culto oficial católico se destaca a la Virgen de Itatí, cuyo centro mayor es la basílica en su honor que se encuentra en la localidad de Itatí. La Cruz de los Milagros que forma parte del mito fundacional de la Ciudad de Corrientes integra diversos símbolos provinciales, entre ellos el propio escudo. Nuestro Señor Hallado de Empedrado, junto a Itatí y la Cruz de los Milagros forman parte de los mitos fundacionales de sus respectivas pueblos y localidades, similar al caso de Rómulo y Remo con la ciudad de Roma.
Itatí y Antonio Gil cuentan con santuarios que se desarrollan como centro de fe, de cultura y de turismo regional.
En Corrientes hay además importantes minorías evangélicas y protestantes de distinto origen y culto, así como una antigua colectividad judía (asquenazí y sefardí), que se congrega en una céntrica sinagoga en la ciudad capital y en la asociación cultural "Scholem Aleijem".